# Olaszország az 1992. évi nyári olimpiai játékokon
Olaszország a spanyolországi Barcelonában megrendezett 1992. évi nyári olimpiai játékok egyik részt vevő nemzete volt. Az országot az olimpián 26 sportágban 304 sportoló képviselte, akik összesen 19 érmet szereztek.

## Érmesek
| Érem  | Versenyző | Sportág       | Versenyszám               |
| ----- | --- | ------------- | ------------------------- |
| Arany | Pierpaolo Ferrazzi | Kajak-kenu    | Férfi szlalom kajak egyes |
| Arany | Fabio Casartelli | Kerékpározás  | Férfi mezőnyverseny       |
| Arany | Giovanni Lombardi | Kerékpározás  | Férfi pontverseny         |
| Arany | Giovanna Trillini | Vívás         | Női tőr, egyéni           |
| Arany | Diana Bianchedi Francesca Bortolozzi Giovanna Trillini Margherita Zalaffi Dorina Vaccaroni | Vívás         | Női tőr, csapat           |
| Arany | Nemzeti válogatott Francesco Attolico Gianni Averaimo Alessandro Bovo Paolo Caldarella Alessandro Campagna Marco D'Altrui Massimiliano Ferretti Mario Fiorillo Ferdinando Gandolfi Amedeo Pomilio Francesco Porzio Giuseppe Porzio Carlo Silipo | Vízilabda     | Férfi                     |
| Ezüst | Vincenzo Maenza | Birkózás      | Férfi kötöttfogás, 48 kg  |
| Ezüst | Emanuela Pierantozzi | Cselgáncs     | Női középsúly             |
| Ezüst | Carmine Abbagnale Giuseppe Abbagnale Giuseppe Di Capua | Evezés        | Férfi kormányos kettes    |
| Ezüst | Flavio Anastasia Luca Colombo Gianfranco Contri Andrea Peron | Kerékpározás  | Férfi csapat időfutam     |
| Ezüst | Marco Marin | Vívás         | Férfi kard, egyéni        |
| Bronz | Giovanni De Benedictis | Atlétika      | Férfi 20 km gyaloglás     |
| Bronz | Alessandro Corona Gianluca Farina Rossano Galtarossa Filippo Soffici | Evezés        | Férfi négypárevezős       |
| Bronz | Bruno Dreossi Antonio Rossi | Kajak-kenu    | Férfi kajak kettes 500 m  |
| Bronz | Roberto Bomprezzi Carlo Massullo Gianluca Tiberti | Öttusa        | Férfi csapat              |
| Bronz | Bruno Rossetti | Sportlövészet | Skeet                     |
| Bronz | Marco Venturini | Sportlövészet | Trap                      |
| Bronz | Stefano Battistelli | Úszás         | Férfi 200 m hát           |
| Bronz | Luca Sacchi | Úszás         | Férfi 400 m vegyes        |

| Sport         |   |   |   | Összesen |
| Asztalitenisz | 0 | 0 | 0 | 0        |
| Atlétika      | 0 | 0 | 1 | 1        |
| Baseball      | 0 | 0 | 0 | 0        |
| Birkózás      | 0 | 1 | 0 | 1        |
| Cselgáncs     | 0 | 1 | 0 | 1        |
| Evezés        | 0 | 1 | 1 | 2        |
| Íjászat       | 0 | 0 | 0 | 0        |
| Kajak-kenu    | 1 | 0 | 1 | 2        |
| Kerékpározás  | 2 | 1 | 0 | 3        |
| Kosárlabda    | 0 | 0 | 0 | 0        |
| Labdarúgás    | 0 | 0 | 0 | 0        |
| Lovaglás      | 0 | 0 | 0 | 0        |
| Műugrás       | 0 | 0 | 0 | 0        |
| Ökölvívás     | 0 | 0 | 0 | 0        |
| Öttusa        | 0 | 0 | 1 | 1        |
| Röplabda      | 0 | 0 | 0 | 0        |
| Sportlövészet | 0 | 0 | 2 | 2        |
| Súlyemelés    | 0 | 0 | 0 | 0        |
| Szinkronúszás | 0 | 0 | 0 | 0        |
| Tenisz        | 0 | 0 | 0 | 0        |
| Torna         | 0 | 0 | 0 | 0        |
| Úszás         | 0 | 0 | 2 | 2        |
| Vitorlázás    | 0 | 0 | 0 | 0        |
| Vívás         | 2 | 1 | 0 | 3        |
| Vízilabda     | 1 | 0 | 0 | 1        |
| Összesen      | 6 | 5 | 8 | 19       |

| Naponként | Naponként    | Naponként | Naponként | Naponként | Naponként | Naponként |
| --------- | ------------ | --------- | --------- | --------- | --------- | --------- |
| Nap       | Dátum        |           |           |           | Összesen  |           |
| 1.nap     | Július 25.   | —         | —         | —         | —         |           |
| 2.nap     | Július 26.   | 0         | 1         | 0         | 1         |           |
| 3.nap     | Július 27.   | 0         | 0         | 1         | 1         |           |
| 4.nap     | Július 28.   | 0         | 0         | 2         | 2         |           |
| 5.nap     | Július 29.   | 0         | 2         | 1         | 3         |           |
| 6.nap     | Július 30.   | 1         | 0         | 0         | 1         |           |
| 7.nap     | Július 31.   | 1         | 0         | 1         | 2         |           |
| 8.nap     | Augusztus 1. | 0         | 0         | 0         | 0         |           |
| 9.nap     | Augusztus 2. | 2         | 2         | 2         | 6         |           |
| 10.nap    | Augusztus 3. | 0         | 0         | 0         | 0         |           |
| 11.nap    | Augusztus 4. | 1         | 0         | 0         | 1         |           |
| 12.nap    | Augusztus 5. | 0         | 0         | 0         | 0         |           |
| 13.nap    | Augusztus 6. | 0         | 0         | 0         | 0         |           |
| 14.nap    | Augusztus 7. | 0         | 0         | 1         | 1         |           |
| 15.nap    | Augusztus 8. | 0         | 0         | 0         | 0         |           |
| 16.nap    | Augusztus 9. | 1         | 0         | 0         | 1         |           |
| Összesen  |              | 6         | 5         | 8         | 19        |           |

## Asztalitenisz
Női
| Versenyző     | Versenyszám | Csoportkör                                                                                                  | Csoportkör | Nyolcaddöntő      | Negyeddöntő       | Elődöntő          | Döntő             | Helyezés |
| Versenyző     | Versenyszám | Ellenfél Eredmény                                                                                           | Hely.      | Ellenfél Eredmény | Ellenfél Eredmény | Ellenfél Eredmény | Ellenfél Eredmény | Helyezés |
| ------------- | ----------- | --- | ---------- | ----------------- | ----------------- | ----------------- | ----------------- | -------- |
| Alessia Arisi | Egyes       | B csoport · Elke Schall-Wosik (GER) · 2-0 · Cheryl Roberts (RSA) · 2-0 · Csiao Hung (Qiao Hong) (CHN) · 0-2 | 2.         | kiesett           | kiesett           | kiesett           | kiesett           | 17.      |

## Atlétika
Férfi
| Versenyző                                               | Versenyszám     | Előfutam         | Előfutam         | Előfutam         | Negyeddöntő | Negyeddöntő | Negyeddöntő | Elődöntő | Elődöntő | Elődöntő | Döntő         | Döntő         |
| Versenyző                                               | Versenyszám     | Idő              | Hely.            | Össz.            | Idő         | Hely.       | Össz.       | Idő      | Hely.    | Össz.    | Idő           | Helyezés      |
| ------------------------------------------------------- | --------------- | ---------------- | ---------------- | ---------------- | ----------- | ----------- | ----------- | -------- | -------- | -------- | ------------- | ------------- |
| Andrea Nuti                                             | 400 m           | 46,12            | 3.               | 24.              | 45,96       | 7.          | 22.         | kiesett  | kiesett  | kiesett  | kiesett       | kiesett       |
| Marco Vaccari                                           | 400 m           | 46,37            | 4.               | 32.              | kiesett     | kiesett     | kiesett     | kiesett  | kiesett  | kiesett  | kiesett       | kiesett       |
| Andrea Benvenuti                                        | 800 m           | 1:47,58          | 2.               | 17.              |             |             |             | 1:45,80  | 2.       | 4.       | 1:45,23       | 5.            |
| Giuseppe D’Urso                                         | 800 m           | nem állt rajthoz | nem állt rajthoz | nem állt rajthoz |             |             |             | kiesett  | kiesett  | kiesett  | kiesett       | kiesett       |
| Gennaro Di Napoli                                       | 1500 m          | 3:44,55          | 4.               | 28.              |             |             |             | 3:39,56  | 6.       | 17.      | kiesett       | kiesett       |
| Salvatore Antibo                                        | 5000 m          | 13:33,71         | 1.               | 11.              |             |             |             |          |          |          | 14:02,47      | 16.           |
| Salvatore Antibo                                        | 10 000 m        | 28:18,48         | 7.               | 7.               |             |             |             |          |          |          | 28:11,39      | 4.            |
| Francesco Bennici                                       | 10 000 m        | 28:45,62         | 10.              | 23.              |             |             |             |          |          |          | kiesett       | kiesett       |
| Laurent Ottoz                                           | 110 m gát       | 13,71            | 4.               | 16.*             | 13,76       | 6.          | 14.*        | 13,77    | 7.       | 13.*     | kiesett       | kiesett       |
| Fabrizio Mori                                           | 400 m gát       | 49,16            | 3.               | 12.*             |             |             |             | kiesett  | kiesett  | kiesett  | kiesett       | kiesett       |
| Alessandro Lamruschini                                  | 3000 m akadály  | 8:29,64          | 5.               | 15.              |             |             |             | 8:23,56  | 4.       | 4.       | 8:15,52       | 4.            |
| Salvatore Bettiol                                       | Maraton         |                  |                  |                  |             |             |             |          |          |          | 2:14:15       | 5.            |
| Gelindo Bordin                                          | Maraton         |                  |                  |                  |             |             |             |          |          |          | nem ért célba | nem ért célba |
| Alessio Faustini                                        | Maraton         |                  |                  |                  |             |             |             |          |          |          | 2:21:37       | 44.           |
| Walter Arena                                            | 20 km gyaloglás |                  |                  |                  |             |             |             |          |          |          | 1:29:34       | 18.           |
| Giovanni De Benedictis                                  | 20 km gyaloglás |                  |                  |                  |             |             |             |          |          |          | 1:23:11       |               |
| Maurizio Damilano                                       | 20 km gyaloglás |                  |                  |                  |             |             |             |          |          |          | 1:23:39       | 4.            |
| Giuseppe De Gaetano                                     | 50 km gyaloglás |                  |                  |                  |             |             |             |          |          |          | 3:59:13       | 12.           |
| Giovanni Perricelli                                     | 50 km gyaloglás |                  |                  |                  |             |             |             |          |          |          | nem ért célba | nem ért célba |
| Massimo Quiriconi                                       | 50 km gyaloglás |                  |                  |                  |             |             |             |          |          |          | 4:00:28       | 13.           |
| Alessandro Aimar Marco Vaccari Fabio Grossi Andrea Nuti | 4 × 400 m váltó | 3:02,09          | 2.               | 9.               |             |             |             |          |          |          | 3:02,18       | 6.            |

| Versenyző            | Versenyszám   | Selejtező                | Selejtező                | Döntő    | Döntő    |
| Versenyző            | Versenyszám   | Eredmény                 | Helyezés                 | Eredmény | Helyezés |
| -------------------- | ------------- | ------------------------ | ------------------------ | -------- | -------- |
| Andrea Pegoraro      | Rúdugrás      | 540 cm                   | 20.                      | kiesett  | kiesett  |
| Giovanni Evangelisti | Távolugrás    | érvényes ugrás nélkül    | érvényes ugrás nélkül    | kiesett  | kiesett  |
| Alessandro Andrei    | Súlylökés     | 20,14 m                  | 8.                       | 19,62 m  | 11.      |
| Luciano Zerbini      | Súlylökés     | 20,25 m                  | 3.                       | 19,88 m  | 9.       |
| Luciano Zerbini      | Diszkoszvetés | érvényes kísérlet nélkül | érvényes kísérlet nélkül | kiesett  | kiesett  |
| Enrico Sgrulletti    | Kalapácsvetés | 75,40 m                  | 9.                       | 72,98 m  | 11.      |

Női
| Fabia Trabaldo     | 800 m           | 2:01,44       | 5.            | 19.           | kiesett | kiesett | kiesett | kiesett  | kiesett  |         |         |         |
| Fabia Trabaldo     | 1500 m          | nem ért célba | nem ért célba | nem ért célba | 4:06,05 | 10.     | 17.     | kiesett  | kiesett  | kiesett | kiesett | kiesett |
| Roberta Brunet     | 3000 m          | 8:44,21       | 5.            | 5.            |         |         |         | 9:01,26  | 10.      |         |         |         |
| Rosanna Munerotto  | 10 000 m        | 32:17,01      | 10.           | 12.           |         |         |         | 32:37,91 | 16.      |         |         |         |
| Irmgard Trojer     | 400 m gát       | 55,49         | 2.            | 8.            | 56,34   | 8.      | 16.     | kiesett  | kiesett  |         |         |         |
| Bettina Sabatini   | Maraton         |               |               |               |         |         |         | 2:50:09  | 23.      |         |         |         |
| Emma Scaunich      | Maraton         |               |               |               |         |         |         | 2:46:14  | 18.      |         |         |         |
| Anna Villani       | Maraton         |               |               |               |         |         |         | 2:46:44  | 20.      |         |         |         |
| Elisabetta Perrone | 10 km gyaloglás |               |               |               |         |         |         | 46:43    | 19.      |         |         |         |
| Ileana Salvador    | 10 km gyaloglás |               |               |               |         |         |         | kizárták | kizárták |         |         |         |
| Annarita Sidoti    | 10 km gyaloglás |               |               |               |         |         |         | 45:23    | 7.       |         |         |         |

| Versenyző            | Versenyszám   | Selejtező | Selejtező | Döntő    | Döntő    |
| Versenyző            | Versenyszám   | Eredmény  | Helyezés  | Eredmény | Helyezés |
| -------------------- | ------------- | --------- | --------- | -------- | -------- |
| Antonella Bevilacqua | Magasugrás    | 190 cm    | 22.       | kiesett  | kiesett  |
| Antonella Capriotti  | Távolugrás    | 643 cm    | 18.       | kiesett  | kiesett  |
| Valentina Uccheddu   | Távolugrás    | 640 cm    | 21.       | kiesett  | kiesett  |
| Agnese Maffeis       | Diszkoszvetés | 60,88 m   | 12.       | 61,22 m  | 10.      |

* - egy másik versenyzővel azonos időt ért el

## Baseball
| Spanyol baseballcsapat-játékoskeret | Spanyol baseballcsapat-játékoskeret |
| --- | --- |
| - Ruggero Bagialemani - Roberto Bianchi - Luigi Carrozza - Paolo Ceccaroli - Claudio Cecconi - Massimo Ciaramella - Rolando Cretis - Alberto D'Auria - Maurizio De Sanctis - Massimo Fochi | - Elio Gambuti - Massimiliano Masin - Massimo Melassi - Marco Ubani - Francesco Petruzzelli - Leonardo Schianchi - Andrea Succi - Claudio Taglienti - Guglielmo Trinci - Fulvio Valle - Szövetségi kapitány: Silvano Ambrosioni |

### Eredmények
Csoportkör
| Csapat                | M | Gy | V | P+ | P– | Pk  |
| --------------------- | - | -- | - | -- | -- | --- |
| Kuba                  | 7 | 7  | 0 | 78 | 14 | +64 |
| Japán                 | 7 | 5  | 2 | 60 | 15 | +45 |
| Tajvan                | 7 | 5  | 2 | 61 | 21 | +40 |
| Egyesült Államok      | 7 | 5  | 2 | 49 | 28 | +21 |
| Puerto Rico           | 7 | 2  | 5 | 22 | 48 | –26 |
| Dominikai Köztársaság | 7 | 2  | 5 | 23 | 60 | –37 |
| Olaszország           | 7 | 1  | 6 | 25 | 62 | –37 |
| Spanyolország         | 7 | 1  | 6 | 15 | 85 | –70 |

| 1992. július 26. |  | Tajvan (TPE) | 8–2 | Olaszország |  |  |
| 1992. július 26. |  |              |     |             |  |  |

| 1992. július 27. |  | Kuba (CUB) | 18–1 | Olaszország |  |  |
| 1992. július 27. |  |            |      |             |  |  |

| 1992. július 28. |  | Egyesült Államok (USA) | 10–0 | Olaszország |  |  |
| 1992. július 28. |  |                        |      |             |  |  |

| 1992. július 29. |  | Puerto Rico (PUR) | 2–0 | Olaszország |  |  |
| 1992. július 29. |  |                   |     |             |  |  |

| 1992. július 31. |  | Japán (JPN) | 13–3 | Olaszország |  |  |
| 1992. július 31. |  |             |      |             |  |  |

| 1992. augusztus 1. |  | Olaszország (ITA) | 14–4 | Spanyolország |  |  |
| 1992. augusztus 1. |  |                   |      |               |  |  |

| 1992. augusztus 2. |  | Olaszország (ITA) | 5–7 | Dominikai Köztársaság |  |  |
| 1992. augusztus 2. |  |                   |     |                       |  |  |

| Csapat            | Helyezés |
| ----------------- | -------- |
| Olaszország (ITA) | 7.       |

## Birkózás
Kötöttfogású
| Versenyző            | Versenyszám | Csoportkör | Csoportkör | Helyosztók        | Helyosztók                         | Helyosztók        | Bronz- mérkőzés   | Döntő                       | Helyezés    |
| Versenyző            | Versenyszám | Csoportkör | Csoportkör | 9. helyért        | 7. helyért                         | 5. helyért        | Bronz- mérkőzés   | Döntő                       | Helyezés    |
| Versenyző            | Versenyszám | Ellenfél Eredmény | Hely.      | Ellenfél Eredmény | Ellenfél Eredmény                  | Ellenfél Eredmény | Ellenfél Eredmény | Ellenfél Eredmény           | Helyezés    |
| -------------------- | ----------- | --- | ---------- | ----------------- | ---------------------------------- | ----------------- | ----------------- | --------------------------- | ----------- |
| Vincenzo Maenza      | 48 kg       | B csoport · Csiang Vej (Jiang Wei) (CHN) · 11-1 · Mohammed Hasszún (SYR) · 15-0 · Pappu Dzsadav (IND) · 15-0 · Fuat Yildiz (GER) · 13-0          | 1.         |                   |                                    |                   |                   | Oleg Kucserenko (EUN) · 0-3 |             |
| Ernesto Razzino      | 82 kg       | A csoport · Piotr Stępień (POL) · 0-6 · Luis Rondon (VEN) · 6-2 (kétvállas) · Daulet Turlihanov (EUN) · 0-8                                      | 6.         | kiesett           | kiesett                            | kiesett           | kiesett           | kiesett                     | helyezetlen |
| Salvatore Campanella | 90 kg       | A csoport · Michael Foy (USA) · 1-5 · Ivajlo Jordanov (BUL) · 3-2 · Jordánisz Konsztandinídisz (GRE) · 4-2 · Hakkı Başar (TUR) · 0-5 (kétvállas) | 4.         |                   | Reynaldo Peña (CUB) · visszalépett |                   |                   |                             | 8.          |

Szabadfogású
| Versenyző          | Versenyszám | Csoportkör | Csoportkör | Helyosztók        | Helyosztók                    | Helyosztók        | Bronz- mérkőzés   | Döntő             | Helyezés    |
| Versenyző          | Versenyszám | Csoportkör | Csoportkör | 9. helyért        | 7. helyért                    | 5. helyért        | Bronz- mérkőzés   | Döntő             | Helyezés    |
| Versenyző          | Versenyszám | Ellenfél Eredmény | Hely.      | Ellenfél Eredmény | Ellenfél Eredmény             | Ellenfél Eredmény | Ellenfél Eredmény | Ellenfél Eredmény | Helyezés    |
| ------------------ | ----------- | --- | ---------- | ----------------- | ----------------------------- | ----------------- | ----------------- | ----------------- | ----------- |
| Giovanni Schillaci | 62 kg       | A csoport · Adacsi Takumi (JPN) · 2-1 · Magomed Azizov (EUN) · 1-3 · Lázaro Reinoso (CUB) · 1-3                              | 8.         | kiesett           | kiesett                       | kiesett           | kiesett           | kiesett           | helyezetlen |
| Renato Lombardo    | 90 kg       | A csoport · Jozef Palatinus (TCH) · 1-0 · Óta Akira (JPN) · DQ2 · Roberto Limonta (CUB) · 1-6 · Ludwig Schneider (GER) · 2-0 | 4.         |                   | Marek Garmulewicz (POL) · DQ2 |                   |                   |                   | 8.          |

DQ2 - passzivitás miatt mind két versenyzőt kizárták

## Cselgáncs
Férfi
| Versenyző          | Versenyszám  | Selejtező                               | 32-es főtábla                        | Nyolcaddöntő                        | Negyeddöntő       | Elődöntő          | Vigaszág első kör | Vigaszág nyolcaddöntő          | Vigaszág negyeddöntő                  | Vigaszág elődöntő | Bronz- mérkőzés   | Döntő             | Helyezés |
| Versenyző          | Versenyszám  | Ellenfél Eredmény                       | Ellenfél Eredmény                    | Ellenfél Eredmény                   | Ellenfél Eredmény | Ellenfél Eredmény | Ellenfél Eredmény | Ellenfél Eredmény              | Ellenfél Eredmény                     | Ellenfél Eredmény | Ellenfél Eredmény | Ellenfél Eredmény | Helyezés |
| ------------------ | ------------ | --------------------------------------- | ------------------------------------ | ----------------------------------- | ----------------- | ----------------- | ----------------- | ------------------------------ | ------------------------------------- | ----------------- | ----------------- | ----------------- | -------- |
| Marino Cattedra    | Légsúly      | Luis Martínez (PUR) · 1000-0000         | Antoni Molne (AND) · 1100-0000       | Nazim Hüseynov (EUN) · 0000-1000    |                   |                   |                   | Orlin Ruszev (BUL) · 1100-0000 | Dashgombyn Battulga (MGL) · 0000-0001 | kiesett           | kiesett           |                   | 9.       |
| Massimo Sulli      | Könnyűsúly   | Majemite Omagbaluwaje (NGR) · 1000-0000 | Rubens Joseph (HAI) · 1000-0000      | Jeong Hun (KOR) · 0000-0001         |                   |                   |                   | Malick Seck (SEN) · 1000-0000  | Oren Smadja (ISR) · 0000-1000         | kiesett           | kiesett           |                   | 9.       |
| Giorgio Vismara    | Középsúly    | erőnyerő                                | Aporosa Boginisoko (FIJ) · 1000-0000 | Axel Lobenstein (GER) · 0000-0001   |                   |                   |                   | León Villar (ESP) · 0000-0001  | kiesett                               | kiesett           | kiesett           |                   | 13.      |
| Luigi Guido        | Félnehézsúly | erőnyerő                                | Simon Magalashvili (ISR) · 1000-0000 | Belarmino Salgado (CUB) · 0000-0100 | kiesett           | kiesett           |                   |                                |                                       |                   |                   |                   | 17.      |
| Stefano Venturelli | Nehézsúly    |                                         | Ho Yen Chye (SIN) · 1000-0000        | Csősz Imre (HUN) · 0000-1000        |                   |                   |                   | Damon Keeve (USA) · 0000-1000  | kiesett                               | kiesett           | kiesett           |                   | 13.      |

Női
| Versenyző            | Versenyszám | Selejtező                           | Nyolcaddöntő                              | Negyeddöntő                        | Elődöntő                              | Vigaszág nyolcaddöntő | Vigaszág negyeddöntő            | Vigaszág elődöntő                | Bronz- mérkőzés                              | Döntő                         | Helyezés |
| Versenyző            | Versenyszám | Ellenfél Eredmény                   | Ellenfél Eredmény                         | Ellenfél Eredmény                  | Ellenfél Eredmény                     | Ellenfél Eredmény     | Ellenfél Eredmény               | Ellenfél Eredmény                | Ellenfél Eredmény                            | Ellenfél Eredmény             | Helyezés |
| -------------------- | ----------- | ----------------------------------- | ----------------------------------------- | ---------------------------------- | ------------------------------------- | --------------------- | ------------------------------- | -------------------------------- | -------------------------------------------- | ----------------------------- | -------- |
| Giovanna Tortora     | Légsúly     | erőnyerő                            | Kerstin Emich (GER) · 0010-0000           | Cécile Nowak (FRA) · 0000-0001     |                                       |                       | Hülya Şenyurt (TUR) · 0000-0001 | kiesett                          | kiesett                                      |                               | 9.       |
| Alessandra Giungi    | Harmatsúly  | Heidi Goossens (BEL) · 0010-0000    | Yu Wai Seung (HKG) · 0010-0000            | Mizogucsi Noriko (JPN) · 0000-0010 |                                       |                       | Kim Eun-Hui (KOR) · 0010-0000   | Paula Saldanha (POR) · 0010-0000 | Li Csung-jün (Li Zhongyun) (CHN) · 0000-0010 |                               | 5.       |
| Emanuela Pierantozzi | Középsúly   | Marie Chantal Han (NED) · 0100-0000 | Helena Miagian Papilaya (INA) · 1000-0000 | Claire Lecat (FRA) · 0001-0000     | Alexandra Schreiber (GER) · 1000-0000 |                       |                                 |                                  |                                              | Odalis Revé (CUB) · 0000-0100 |          |
| Maria Teresa Motta   | Nehézsúly   | erőnyerő                            | Gránitz Éva (HUN) · 0000-0010             | kiesett                            | kiesett                               |                       |                                 |                                  |                                              |                               | 16.      |

## Evezés
Férfi
| Versenyző | Versenyszám              | Előfutam | Előfutam | Vigaszág | Vigaszág | Elődöntő | Elődöntő | Elődöntő | Döntő | Döntő   | Döntő | Helyezés |
| Versenyző | Versenyszám              | Idő      | Hely.    | Idő      | Hely.    | Típus    | Idő      | Hely.    | Típus | Idő     | Hely. | Helyezés |
| --- | ------------------------ | -------- | -------- | -------- | -------- | -------- | -------- | -------- | ----- | ------- | ----- | -------- |
| Massimo Marconcini | Egypárevezős             | 7:17,67  | 3.       | 7:06,71  | 3.       | C/D      | 7:06,61  | 1.       | C     | 7:05,36 | 1.    | 13.      |
| Carmine Abbagnale Giuseppe Abbagnale Giuseppe Di Capua (kormányos)                                                                                           | Kormányos kettes         | 7:00,62  | 1.       |          |          | A/B      | 6:56,29  | 1.       | A     | 6:50,98 | 2.    |          |
| Gianluca Farina Rossano Galtarossa Alessandro Corona Filippo Soffici                                                                                         | Négypárevezős            | 5:46,47  | 2.       |          |          | A/B      | 5:48,72  | 1.       | A     | 5:47,33 | 3.    |          |
| Luca Sartori Rocco Pecoraro Carmine La Mura Riccardo Dei Rossi                                                                                               | Kormányos nélküli négyes | 6:02,26  | 2.       |          |          | A/B      | 6:09,72  | 5.       | B     | 6:06,21 | 2.    | 8.       |
| Ciro Liguori Antonio Maurogiovanni Roberto Blanda Raffaello Leonardo Valter Molea Riccardo Moretti Giovanni Suarez Walter Bottega Dino Lucchetta (kormányos) | Nyolcas                  | 5:46,97  | 4.       | 5:42,51  | 1.       | A/B      | 5:40,89  | 4.       | B     | 5:43,33 | 3.    | 9.       |

## Íjászat
Férfi
| Versenyző                                       | Versenyszám | Selejtező | Selejtező | Selejtező | Selejtező | Selejtező | Selejtező | Selejtező | Selejtező | Selejtező | Selejtező | Kieséses szakasz                    | Kieséses szakasz                                                                     | Kieséses szakasz  | Kieséses szakasz  | Kieséses szakasz  | Helyezés |
| Versenyző                                       | Versenyszám | 30 m      | 30 m      | 50 m      | 50 m      | 70 m      | 70 m      | 90 m      | 90 m      | Pont      | Hely.     | 32-es főtábla                       | Nyolcaddöntő                                                                         | Negyeddöntő       | Elődöntő          | Döntő             | Helyezés |
| Versenyző                                       | Versenyszám | Pont      | Hely.     | Pont      | Hely.     | Pont      | Hely.     | Pont      | Hely.     | Pont      | Hely.     | Ellenfél Eredmény                   | Ellenfél Eredmény                                                                    | Ellenfél Eredmény | Ellenfél Eredmény | Ellenfél Eredmény | Helyezés |
| ----------------------------------------------- | ----------- | --------- | --------- | --------- | --------- | --------- | --------- | --------- | --------- | --------- | --------- | ----------------------------------- | ------------------------------------------------------------------------------------ | ----------------- | ----------------- | ----------------- | -------- |
| Ilario Di Buò                                   | Egyéni      | 340       | 53.       | 311       | 49.       | 322       | 25.       | 287       | 33.       | 1260      | 39.       | kiesett                             | kiesett                                                                              | kiesett           | kiesett           | kiesett           | 39.      |
| Andrea Parenti                                  | Egyéni      | 345       | 32.       | 309       | 54.       | 321       | 28.       | 293       | 25.       | 1268      | 32.       | Jeong Jae-Heon (KOR) (1.) · 106-110 | kiesett                                                                              | kiesett           | kiesett           | kiesett           | 19.      |
| Alessandro Rivolta                              | Egyéni      | 348       | 18.       | 321       | 20.       | 319       | 34.       | 292       | 30.       | 1280      | 27.       | Jari Lipponen (FIN) (6.) · 101-110  | kiesett                                                                              | kiesett           | kiesett           | kiesett           | 22.      |
| Ilario Di Buò Andrea Parenti Alessandro Rivolta | Csapat      | 1033      | 7.        | 941       | 13.       | 962       | 6.        | 872       | 8.        | 3808      | 8.        |                                     | Franciaország (FRA) · Bruno Felipe · Sébastien Flûte · Michaël Taupin (9.) · 229-235 | kiesett           | kiesett           | kiesett           | 14.      |

Női
| Versenyző   | Versenyszám | Selejtező | Selejtező | Selejtező | Selejtező | Selejtező | Selejtező | Selejtező | Selejtező | Selejtező | Selejtező | Kieséses szakasz                 | Kieséses szakasz  | Kieséses szakasz  | Kieséses szakasz  | Kieséses szakasz  | Helyezés |
| Versenyző   | Versenyszám | 30 m      | 30 m      | 50 m      | 50 m      | 60 m      | 60 m      | 70 m      | 70 m      | Pont      | Hely.     | 32-es főtábla                    | Nyolcaddöntő      | Negyeddöntő       | Elődöntő          | Döntő             | Helyezés |
| Versenyző   | Versenyszám | Pont      | Hely.     | Pont      | Hely.     | Pont      | Hely.     | Pont      | Hely.     | Pont      | Hely.     | Ellenfél Eredmény                | Ellenfél Eredmény | Ellenfél Eredmény | Ellenfél Eredmény | Ellenfél Eredmény | Helyezés |
| ----------- | ----------- | --------- | --------- | --------- | --------- | --------- | --------- | --------- | --------- | --------- | --------- | -------------------------------- | ----------------- | ----------------- | ----------------- | ----------------- | -------- |
| Maria Testa | Egyéni      | 348       | 8.        | 311       | 27.       | 328       | 18.       | 317       | 10.       | 1304      | 15.       | Lin Yi-Yin (TPE) (18.) · 100-106 | kiesett           | kiesett           | kiesett           | kiesett           | 21.      |

## Kajak-kenu

### Síkvízi
Férfi
| Versenyző                                                     | Versenyszám         | Előfutam | Előfutam | Előfutam | Vigaszág | Vigaszág | Vigaszág | Elődöntő | Elődöntő | Elődöntő | Döntő   | Döntő    |
| Versenyző                                                     | Versenyszám         | Idő      | Hely.    | Össz.    | Idő      | Hely.    | Össz.    | Idő      | Hely.    | Össz.    | Idő     | Helyezés |
| ------------------------------------------------------------- | ------------------- | -------- | -------- | -------- | -------- | -------- | -------- | -------- | -------- | -------- | ------- | -------- |
| Daniele Scarpa                                                | Kajak egyes 500 m   | 1:41,41  | 2.       | 6.       | erőnyerő | erőnyerő | erőnyerő | 1:42,07  | 2.       | 5.       | 1:42,00 | 7.       |
| Beniamino Bonomi                                              | Kajak egyes 1000 m  | 3:39,44  | 1.       | 5.       | erőnyerő | erőnyerő | erőnyerő | 3:37,53  | 4.       | 7.       | 3:41,12 | 5.       |
| Antonio Rossi Bruno Dreossi                                   | Kajak kettes 500 m  | 1:35,04  | 2.       | 10.      | erőnyerő | erőnyerő | erőnyerő | 1:29,36  | 1.       | 2.       | 1:30,00 |          |
| Paolo Luschi Daniele Scarpa                                   | Kajak kettes 1000 m | 3:28,24  | 3.       | 18.      | 3:15,34  | 1.       | 1.       | 3:18,52  | 3.       | 4.       | 3:20,34 | 5.       |
| Matteo Bruscoli Enrico Lupetti Paolo Tommasini Iduino Santoni | Kajak négyes 1000 m | 2:59,15  | 4.       | 12.      |          |          |          | 3:00,48  | 6.       | 13.      | kiesett | kiesett  |
| Franco Lizzio                                                 | Kenu egyes 500 m    | 1:57,62  | 6.       | 13.      | 1:54,72  | 1.       | 1.       | 1:56,02  | 5.       | 10.      | kiesett | kiesett  |

Női
| Versenyző                                                            | Versenyszám        | Előfutam | Előfutam | Előfutam | Elődöntő | Elődöntő | Elődöntő | Döntő   | Döntő    |
| Versenyző                                                            | Versenyszám        | Idő      | Hely.    | Össz.    | Idő      | Hely.    | Össz.    | Idő     | Helyezés |
| -------------------------------------------------------------------- | ------------------ | -------- | -------- | -------- | -------- | -------- | -------- | ------- | -------- |
| Josefa Idem-Guerrini                                                 | Kajak egyes 500 m  | 1:54,08  | 3.       | 3.       | 1:51,56  | 1.       | 2.       | 1:52,78 | 4.       |
| Annacatia Casagrande Amalia Calzavara Chiara Dal Santo Lucia Micheli | Kajak négyes 500 m | 1:38,82  | 4.       | 10.      | 1:41,08  | 4.       | 8.       | kiesett | kiesett  |

### Szlalom
Férfi
| Versenyző          | Versenyszám | Döntő    | Döntő    | Döntő    | Döntő    | Döntő         | Helyezés |
| Versenyző          | Versenyszám | 1. futam | 1. futam | 2. futam | 2. futam | Jobb eredmény | Helyezés |
| Versenyző          | Versenyszám | Pont     | Hely.    | Pont     | Hely.    | Pont          | Helyezés |
| ------------------ | ----------- | -------- | -------- | -------- | -------- | ------------- | -------- |
| Pierpaolo Ferrazzi | Kajak egyes | 116,64   | 17.      | 106,89   | 1.       | 106,89        |          |
| Renato De Monti    | Kenu egyes  | 130,01   | 16.      | 119,02   | 4.       | 119,02        | 5.       |

Női
| Versenyző                | Versenyszám | Döntő    | Döntő    | Döntő    | Döntő    | Döntő         | Helyezés |
| Versenyző                | Versenyszám | 1. futam | 1. futam | 2. futam | 2. futam | Jobb eredmény | Helyezés |
| Versenyző                | Versenyszám | Pont     | Hely.    | Pont     | Hely.    | Pont          | Helyezés |
| ------------------------ | ----------- | -------- | -------- | -------- | -------- | ------------- | -------- |
| Maria Cristina Giai Pron | Kajak egyes | 155,41   | 18.      | 149,03   | 13.      | 149,03        | 18.      |

## Kerékpározás

### Országúti kerékpározás
Férfi
| Versenyző                                                    | Versenyszám     | Idő            | Helyezés |
| ------------------------------------------------------------ | --------------- | -------------- | -------- |
| Fabio Casartelli                                             | Mezőnyverseny   | 4:35:21        |          |
| Mirco Gualdi                                                 | Mezőnyverseny   | 4:35:56(+0:35) | 71.      |
| Davide Rebellin                                              | Mezőnyverseny   | 4:35:56(+0:35) | 20.      |
| Flavio Anastasia Luca Colombo Gianfranco Contri Andrea Peron | Csapat időfutam | 2:02:39(+1:00) |          |

Női
| Versenyző            | Versenyszám   | Idő            | Helyezés |
| -------------------- | ------------- | -------------- | -------- |
| Roberta Bonanomi     | Mezőnyverseny | 2:05:58(+1:16) | 39.      |
| Valeria Cappellotto  | Mezőnyverseny | 2:05:03(+0:21) | 17.      |
| Maria Paola Turcutto | Mezőnyverseny | 2:05:03(+0:21) | 32.      |

### Pálya-kerékpározás
Sprintversenyek
| Versenyző       | Versenyszám  | Selejtező | Selejtező | 1. forduló                                             | 1. forduló | Vigaszág selejtező               | Vigaszág selejtező | Vigaszág döntő                                        | Vigaszág döntő | 2. forduló                                         | 2. forduló | Vigaszág                   | Vigaszág | Negyeddöntő                        | 5–8. helyért           | 5–8. helyért | Elődöntő                            | Döntő                                                 | Helyezés |
| Versenyző       | Versenyszám  | Idő       | Hely.     | Ellenfelek Győztes idő                                 | Hely.      | Ellenfél Győztes idő             | Hely.              | Ellenfelek Győztes idő                                | Hely.          | Ellenfelek Győztes idő                             | Hely.      | Ellenfél Győztes idő       | Hely.    | Ellenfél Győztes idő               | Ellenfelek Győztes idő | Hely.        | Ellenfél Győztes idő                | Ellenfél Győztes idő                                  | Helyezés |
| --------------- | ------------ | --------- | --------- | ------------------------------------------------------ | ---------- | -------------------------------- | ------------------ | ----------------------------------------------------- | -------------- | -------------------------------------------------- | ---------- | -------------------------- | -------- | ---------------------------------- | ---------------------- | ------------ | ----------------------------------- | ----------------------------------------------------- | -------- |
| Roberto Chiappa | Férfi egyéni | 10,516    | 4.        | José Lovito (ARG) · Livingstone Alleyne (BAR) · 11,338 | 2.         | Maxwell Cheeseman (TRI) · 11,106 | 1.                 | Ainārs Ķiksis (LAT) · Kodzsima Keidzsi (JPN) · 11,264 | 1.             | Gary Neiwand (AUS) · Frédéric Magné (FRA) · 11,112 | 3.         | Jon Andrews (NZL) · 11,137 | 1.       | José Moreno (ESP) · 11,134, 11,325 |                        |              | Jens Fiedler (GER) · 10,791, 11,279 | Bronzmérkőzés · Curtis Harnett (CAN) · 10,930, 11,102 | 4.       |

Üldözőversenyek
| Versenyző                                                                  | Versenyszám                | Selejtező | Selejtező | Negyeddöntő | Negyeddöntő | Negyeddöntő | Elődöntő                                                                                      | Elődöntő  | Elődöntő | Döntő        | Döntő     | Helyezés |
| Versenyző                                                                  | Versenyszám                | Idő       | Hely.     | Ellenfél Idő                                                                                                   | Saját idő   | Hely.       | Ellenfél Idő                                                                                  | Saját idő | Hely.    | Ellenfél Idő | Saját idő | Helyezés |
| -------------------------------------------------------------------------- | -------------------------- | --------- | --------- | --- | ----------- | ----------- | --------------------------------------------------------------------------------------------- | --------- | -------- | ------------ | --------- | -------- |
| Ivan Beltrami                                                              | Férfi egyéni üldözőverseny | 4:39,645  | 10.       | Michael Belcourt (CAN) · 4:42,441                                                                              | 4:36,150    | 8.          | kiesett                                                                                       | kiesett   | kiesett  | kiesett      | kiesett   | 8.       |
| Gabriella Pregnolato                                                       | Női egyéni üldözőverseny   | 3:52,376  | 12.       | kiesett | kiesett     | kiesett     | kiesett                                                                                       | kiesett   | kiesett  | kiesett      | kiesett   | 12.      |
| Ivan Beltrami Rossano Brasi Ivan Cerioli Giovanni Lombardi Fabrizio Trezzi | Férfi csapat üldözőverseny | 4:15,103  | 3.        | Egyesített Csapat (EUN) · Valery Batura · Oleksandr Honchenkov · Dimitrij Neljubin · Roman Saprykin · 4:16,685 | 4:15,440    | 4.          | Ausztrália (AUS) · Brett Aitken · Stephen McGlede · Shaun O'Brien · Stuart O’Grady · 4:15,705 | 4:18,291  | 4.       |              |           | 4.       |

Időfutam
| Versenyző     | Versenyszám           | Idő      | Helyezés |
| ------------- | --------------------- | -------- | -------- |
| Adler Capelli | Férfi egyéni időfutam | 1:05,065 | 5.       |

Pontversenyek
| Versenyző         | Versenyszám       | Selejtező | Selejtező | Selejtező | Selejtező | Döntő     | Döntő | Helyezés |
| Versenyző         | Versenyszám       | Csoport   | lekörözés | Pont      | Hely.     | lekörözés | Pont  | Helyezés |
| ----------------- | ----------------- | --------- | --------- | --------- | --------- | --------- | ----- | -------- |
| Giovanni Lombardi | Férfi pontverseny | B         | 1         | 28        | 5.        | -         | 44    |          |

## Kosárlabda

### Női
| Olasz női kosárlabdacsapat-játékoskeret                                                                   | Olasz női kosárlabdacsapat-játékoskeret                                                                               |
| --- | --- |
| - Angela Arcangeli - Monica Bastiani - Anna Costalunga - Mara Fullin - Elena Paparazzo - Stefania Passaro | - Catarina Pollini - Francesca Rossi - Stefania Salvemini - Stefania Stanzani - Silvia Todeschini - Giuseppina Tufano |

#### Eredmények
Csoportkör
A csoport
| Csapat                  | M | Gy | V | P+  | P–  | Pk  | P |
| ----------------------- | - | -- | - | --- | --- | --- | - |
| Kuba (CUB)              | 3 | 3  | 0 | 246 | 230 | +16 | 6 |
| Egyesített Csapat (EUN) | 3 | 2  | 1 | 244 | 222 | +22 | 5 |
| Brazília (BRA)          | 3 | 1  | 2 | 237 | 241 | –4  | 4 |
| Olaszország (ITA)       | 3 | 0  | 3 | 190 | 224 | –34 | 3 |

| 1992. július 30. 20:00 | Brazília (BRA)      | 85–70     | Olaszország (ITA) | Pabellón Olímpico de Badalona, Badalona |
| 1992. július 30. 20:00 | (41–35)             |           |                   | Pabellón Olímpico de Badalona, Badalona |
| 1992. július 30. 20:00 | da Silva 24         | Pont      | Pollini 20        | Pabellón Olímpico de Badalona, Badalona |
| 1992. július 30. 20:00 | de Souza Sobral 12  | Lepattanó | Pollini 5         | Pabellón Olímpico de Badalona, Badalona |
| 1992. július 30. 20:00 | dos Santos Arcain 7 | Gólpassz  | Todeschini 4      | Pabellón Olímpico de Badalona, Badalona |

| 1992. augusztus 1. 22:00 | Egyesített Csapat (EUN) | 79–67     | Olaszország (ITA)    | Pabellón Olímpico de Badalona, Badalona |
| 1992. augusztus 1. 22:00 | (49–37)                 |           |                      | Pabellón Olímpico de Badalona, Badalona |
| 1992. augusztus 1. 22:00 | Zaszulszkaja 22         | Pont      | Fullin 20            | Pabellón Olímpico de Badalona, Badalona |
| 1992. augusztus 1. 22:00 | Zaszulszkaja 12         | Lepattanó | Pollini 10           | Pabellón Olímpico de Badalona, Badalona |
| 1992. augusztus 1. 22:00 | Tornyikidu 5            | Gólpassz  | Fullin, Costalunga 4 | Pabellón Olímpico de Badalona, Badalona |

| 1992. augusztus 3. 13:00 | Olaszország (ITA) | 53–60     | Kuba (CUB)         | Pabellón Olímpico de Badalona, Badalona |
| 1992. augusztus 3. 13:00 | (26–36)           |           |                    | Pabellón Olímpico de Badalona, Badalona |
| 1992. augusztus 3. 13:00 | Fullin 16         | Pont      | Vigil, Enríquez 11 | Pabellón Olímpico de Badalona, Badalona |
| 1992. augusztus 3. 13:00 | Pollini 8         | Lepattanó | Enríquez 13        | Pabellón Olímpico de Badalona, Badalona |
| 1992. augusztus 3. 13:00 | Todeschini 4      | Gólpassz  | öt játékos 1       | Pabellón Olímpico de Badalona, Badalona |

Az 5–8. helyért
| 1992. augusztus 5. 20:00 | Spanyolország (ESP) | 92–80     | Olaszország (ITA) | Pabellón Olímpico de Badalona, Badalona |
| 1992. augusztus 5. 20:00 | (37–33)             |           |                   | Pabellón Olímpico de Badalona, Badalona |
| 1992. augusztus 5. 20:00 | Álvaro 19           | Pont      | Fullin 18         | Pabellón Olímpico de Badalona, Badalona |
| 1992. augusztus 5. 20:00 | Geuer 14            | Lepattanó | Rossi 5           | Pabellón Olímpico de Badalona, Badalona |
| 1992. augusztus 5. 20:00 | három játékos 3     | Gólpassz  | Fullin 5          | Pabellón Olímpico de Badalona, Badalona |

A 7. helyért
| 1992. augusztus 7. 20:00 | Brazília (BRA)       | 86–83 (h. u.) | Olaszország (ITA) | Pabellón Olímpico de Badalona, Badalona |
| 1992. augusztus 7. 20:00 | (41–41, 78–78)       |               |                   | Pabellón Olímpico de Badalona, Badalona |
| 1992. augusztus 7. 20:00 | dos Santos Arcain 25 | Pont          | Pollini 28        | Pabellón Olímpico de Badalona, Badalona |
| 1992. augusztus 7. 20:00 | dos Santos Arcain 12 | Lepattanó     | Fullin 9          | Pabellón Olímpico de Badalona, Badalona |
| 1992. augusztus 7. 20:00 | da Silva 6           | Gólpassz      | Todeschini 4      | Pabellón Olímpico de Badalona, Badalona |

| Csapat            | Helyezés |
| ----------------- | -------- |
| Olaszország (ITA) | 8.       |

## Labdarúgás
| Olasz férfi labdarúgócsapat-játékoskeret                                                                                                 | Olasz férfi labdarúgócsapat-játékoskeret |
| --- | --- |
| - Demetrio Albertini - Francesco Antonioli - Dino Baggio - Mauro Bonomi - Renato Buso - Eugenio Corini - Giuseppe Favalli - Luca Luzardi | - Dario Marcolin - Salvatore Matrecano - Alessandro Melli - Roberto Muzzi - Pasquale Domenico Rocco - Stefano Rossini - Gianluca Sordo - Rufo Verga - Szövetségi kapitány: Cesare Maldini |

### Eredmények
Csoportkör
A csoport
| Csapat                 | M | Gy | D | V | Rg | Kg | Gk | P |
| ---------------------- | - | -- | - | - | -- | -- | -- | - |
| Lengyelország (POL)    | 3 | 2  | 1 | 0 | 7  | 2  | +5 | 5 |
| Olaszország (ITA)      | 3 | 2  | 0 | 1 | 3  | 4  | –1 | 4 |
| Egyesült Államok (USA) | 3 | 1  | 1 | 1 | 6  | 5  | +1 | 3 |
| Kuvait (KUW)           | 3 | 0  | 0 | 3 | 1  | 6  | –5 | 0 |

| 1992. július 24. 18:00 |

| Olaszország (ITA)       | 2–1               | Egyesült Államok (USA) |
| ----------------------- | ----------------- | ---------------------- |
| Melli 14' Albertini 21' | (2–0) Jegyzőkönyv | Moore 65'              |

| Camp Nou, Barcelona Nézőszám: 18 000 Játékvezető: Díaz Vega (spanyol) |

| 1992. július 27. 21:00 |

| Olaszország (ITA)           | 0–3               | Lengyelország (POL)                     |
| --------------------------- | ----------------- | --------------------------------------- |
| Luzardi 16′, 59′ Corini 69′ | (0–1) Jegyzőkönyv | Juskowiak 4' Staniek 48' Mielcarski 90' |

| Estadi de Sarrià, Barcelona Nézőszám: 15 000 Játékvezető: Don (angol) |

| 1992. július 29. 21:00 |

| Olaszország (ITA) | 1–0               | Kuvait (KUW) |
| ----------------- | ----------------- | ------------ |
| Melli 10'         | (1–0) Jegyzőkönyv |              |

| Estadi de Sarrià, Barcelona Nézőszám: 8 000 Játékvezető: Brizio Carter (mexikói) |

Negyeddöntő
| 1992. augusztus 1. 19:00 |

| Spanyolország (ESP) | 1–0               | Olaszország (ITA) |
| ------------------- | ----------------- | ----------------- |
| Kiko 38'            | (1–0) Jegyzőkönyv | Buso 89′          |

| Estadio Luis Casanova, Valencia Nézőszám: 32 000 Játékvezető: Márcio Rezende (brazil) |

| Csapat            | Helyezés |
| ----------------- | -------- |
| Olaszország (ITA) | 5.       |

## Lovaglás
Díjlovaglás
| Versenyző                                                    | Ló                                           | Versenyszám | Selejtező | Selejtező | Selejtező | Selejtező | Selejtező | Selejtező | Selejtező | Selejtező | Selejtező | Selejtező | Selejtező  | Selejtező  | Döntő   | Döntő   | Döntő   | Döntő   | Döntő   | Döntő   | Döntő   | Döntő   | Döntő   | Döntő   | Döntő      | Helyezés |
| Versenyző                                                    | Ló                                           | Versenyszám | 1. kör    | 1. kör    | 2. kör    | 2. kör    | 3. kör    | 3. kör    | 4. kör    | 4. kör    | 5. kör    | 5. kör    | Összesítés | Összesítés | 1. kör  | 1. kör  | 2. kör  | 2. kör  | 3. kör  | 3. kör  | 4. kör  | 4. kör  | 5. kör  | 5. kör  | Összesítés | Helyezés |
| Versenyző                                                    | Ló                                           | Versenyszám | Pont      | Hely.     | Pont      | Hely.     | Pont      | Hely.     | Pont      | Hely.     | Pont      | Hely.     | Pont       | Hely.      | Pont    | Hely.   | Pont    | Hely.   | Pont    | Hely.   | Pont    | Hely.   | Pont    | Hely.   | Pont       | Helyezés |
| ------------------------------------------------------------ | -------------------------------------------- | ----------- | --------- | --------- | --------- | --------- | --------- | --------- | --------- | --------- | --------- | --------- | ---------- | ---------- | ------- | ------- | ------- | ------- | ------- | ------- | ------- | ------- | ------- | ------- | ---------- | -------- |
| Laura Conz Dall'Ora                                          | Lahti                                        | Egyéni      | 287       | 43.       | 290       | 36.       | 284       | 42.       | 276       | 45.       | 282       | 41.       | 1419       | 45.        | kiesett | kiesett | kiesett | kiesett | kiesett | kiesett | kiesett | kiesett | kiesett | kiesett | kiesett    | 45.      |
| Daria Fantoni                                                | Sonny Boy                                    | Egyéni      | 288       | 41.       | 289       | 41.       | 296       | 33.       | 283       | 38.       | 283       | 40.       | 1439       | 39.        | kiesett | kiesett | kiesett | kiesett | kiesett | kiesett | kiesett | kiesett | kiesett | kiesett | kiesett    | 39.      |
| Pia Laus                                                     | Adrett                                       | Egyéni      | 310       | 10.       | 324       | 10.       | 317       | 10.       | 308       | 12.       | 312       | 11.       | 1571       | 9.*        | 280     | 5.      | 279     | 7.      | 276     | 8.      | 273     | 9.      | 281     | 6.      | 1389       | 7.       |
| Paolo Giani Margi                                            | Destino di Acciarella                        | Egyéni      | 293       | 38.       | 307       | 21.       | 297       | 32.       | 285       | 36.       | 299       | 25.       | 1481       | 31.        | kiesett | kiesett | kiesett | kiesett | kiesett | kiesett | kiesett | kiesett | kiesett | kiesett | kiesett    | 31.      |
| Laura Conz Dall'Ora Daria Fantoni Pia Laus Paolo Giani Margi | Lahti Sonny Boy Adrett Destino di Acciarella | Csapat      |           |           |           |           |           |           |           |           |           |           |            |            |         |         |         |         |         |         |         |         |         |         | 4491       | 8.       |

Díjugratás
| Versenyző                                           | Ló                               | Versenyszám | Selejtező | Selejtező | Selejtező | Selejtező | Selejtező | Selejtező     | Selejtező  | Selejtező  | Döntő   | Döntő   | Döntő   | Döntő   | Végeredmény | Végeredmény |
| Versenyző                                           | Ló                               | Versenyszám | 1. kör    | 1. kör    | 2. kör    | 2. kör    | 2. kör    | 3. kör        | Összesítés | Összesítés | 1. kör  | 1. kör  | 2. kör  | 2. kör  | Végeredmény | Végeredmény |
| Versenyző                                           | Ló                               | Versenyszám | Pont      | Hely.     | Pont      | Össz.     | Hely.     | Pont          | Pont       | Hely.      | Bünt.   | Hely.   | Bünt.   | Hely.   | Pont/Bünt   | Helyezés    |
| --------------------------------------------------- | -------------------------------- | ----------- | --------- | --------- | --------- | --------- | --------- | ------------- | ---------- | ---------- | ------- | ------- | ------- | ------- | ----------- | ----------- |
| Gianni Govoni                                       | Larry II                         | Egyéni      | 30,50     | 56.       | 24,00     | 54,50     | 66.       | nem ért célba | 54,50      | 71.        | kiesett | kiesett | kiesett | kiesett | 54,50       | 71.         |
| Giorgio Nuti                                        | Gauguin                          | Egyéni      | 38,00     | 50.       | 26,50     | 64,50     | 57.       | 52,50         | 117,00     | 53.        | kiesett | kiesett | kiesett | kiesett | 117,00      | 53.         |
| Jerry Smit                                          | Governor                         | Egyéni      | 56,00     | 29.       | 29,00     | 85,00     | 45.       | 65,50         | 150,50     | 33.        | 8,00    | 14.     | 13,25   | 16.     | 21,25       | 17.*        |
| Valerio Sozzi                                       | Pamina                           | Egyéni      | 63,00     | 25.       | 43,00     | 106,00    | 34.       | 61,50         | 167,50     | 17.        | 24,25   | 37.     | kiesett | kiesett | 24,25       | 37.         |
| Gianni Govoni Giorgio Nuti Jerry Smit Valerio Sozzi | Larry II Gauguin Governor Pamina | Csapat      |           |           |           |           |           |               |            |            | 25,25   | 12.     | 42,50   | 16.     | 67,75       | 16.         |

Lovastusa
| Versenyző                                                 | Ló                                       | Versenyszám | Díjlovaglás | Díjlovaglás | Tereplovaglás | Tereplovaglás | Tereplovaglás | Díjugratás | Díjugratás | Végeredmény | Végeredmény |
| Versenyző                                                 | Ló                                       | Versenyszám | Bünt.       | Hely.       | Bünt.         | Hely.         | Össz.         | Bünt.      | Hely.      | Bünt.       | Helyezés    |
| --------------------------------------------------------- | ---------------------------------------- | ----------- | ----------- | ----------- | ------------- | ------------- | ------------- | ---------- | ---------- | ----------- | ----------- |
| Federico Roman                                            | Noriac                                   | Egyéni      | 63,20       | 35.         | 102,00        | 46.           | 44.           | 25,00      | 55.        | 190,20      | 47.         |
| Francesco Girardi                                         | Stormy Weather                           | Egyéni      | 72,40       | 61.         | 112,80        | 50.           | 51.           | 26,25      | 60.        | 211,45      | 56.         |
| Fabio Magni                                               | Passport                                 | Egyéni      | 62,80       | 31.         | nem ért célba | nem ért célba | kiesett       | kiesett    | kiesett    | kiesett     | kiesett     |
| Lara Villata                                              | Day Light                                | Egyéni      | 54,60       | 14.         | 68,40         | 30.           | 26.           | 10,00      | 24.        | 133,00      | 24.         |
| Federico Roman Francesco Girardi Fabio Magni Lara Villata | Noriac Stormy Weather Passport Day Light | Csapat      | 190,20      | 7.          | 283,20        | 11.           | 10.           | 61,25      | 14.        | 534,65      | 13.         |

* - egy másik versenyzővel azonos eredményt ért el

## Műugrás
Férfi
| Versenyző            | Versenyszám        | Elődöntő | Elődöntő | Döntő   | Döntő    |
| Versenyző            | Versenyszám        | Pont     | Helyezés | Pont    | Helyezés |
| -------------------- | ------------------ | -------- | -------- | ------- | -------- |
| Davide Lorenzini     | Egyéni műugrás     | 375,57   | 11.      | 527,73  | 12.      |
| Alessandro De Botton | Egyéni műugrás     | 312,69   | 28.      | kiesett | kiesett  |
| Alessandro De Botton | Egyéni toronyugrás | 334,98   | 17.      | kiesett | kiesett  |

Női
| Versenyző        | Versenyszám        | Elődöntő | Elődöntő | Döntő   | Döntő    |
| Versenyző        | Versenyszám        | Pont     | Helyezés | Pont    | Helyezés |
| ---------------- | ------------------ | -------- | -------- | ------- | -------- |
| Luisella Bisello | Egyéni műugrás     | 249,36   | 24.      | kiesett | kiesett  |
| Luisella Bisello | Egyéni toronyugrás | 272,19   | 19.      | kiesett | kiesett  |

## Ökölvívás
| Versenyző          | Versenyszám   | Selejtező                          | Nyolcaddöntő               | Negyeddöntő       | Elődöntő          | Döntő             | Helyezés |
| Versenyző          | Versenyszám   | Ellenfél Eredmény                  | Ellenfél Eredmény          | Ellenfél Eredmény | Ellenfél Eredmény | Ellenfél Eredmény | Helyezés |
| ------------------ | ------------- | ---------------------------------- | -------------------------- | ----------------- | ----------------- | ----------------- | -------- |
| Luigi Castiglione  | Papírsúly     | Jo Dong-Beom (KOR) · 2-8           | kiesett                    | kiesett           | kiesett           | kiesett           | 17.      |
| Michele Piccirillo | Kisváltósúly  | Anoushirvan Nourian (IRI) · 23-5   | Jyri Kjäll (FIN) · 5-12    | kiesett           | kiesett           | kiesett           | 9.       |
| Fabrizio De Chiara | Nagyváltósúly | Mizsei György (HUN) · 4-13         | kiesett                    | kiesett           | kiesett           | kiesett           | 17.      |
| Tommaso Russo      | Középsúly     | Ahmed Dine (ALG) · 4-6             | kiesett                    | kiesett           | kiesett           | kiesett           | 17.      |
| Roberto Castelli   | Félnehézsúly  | Simon Maebele (CMR) · visszalépett | Ángel Espinosa (CUB) · RSC | kiesett           | kiesett           | kiesett           | 9.       |

RSC - a játékvezető megállította a mérkőzést

## Öttusa
| Versenyző                                         | Versenyszám | Vívás    | Vívás | Vívás  | Úszás  | Úszás | Úszás | Lövészet | Lövészet | Lövészet | Futás   | Futás | Futás | Lovaglás | Lovaglás | Lovaglás | Összesen    | Összesen |
| Versenyző                                         | Versenyszám | Pontszám | Pont  | Hely.  | Idő    | Pont  | Hely. | Eredmény | Pont     | Hely.    | Idő     | Pont  | Hely. | Idő      | Pont     | Hely.    | Összes pont | Helyezés |
| ------------------------------------------------- | ----------- | -------- | ----- | ------ | ------ | ----- | ----- | -------- | -------- | -------- | ------- | ----- | ----- | -------- | -------- | -------- | ----------- | -------- |
| Roberto Bomprezzi                                 | Egyéni      | 37-28    | 847   | 14.*** | 3:35,6 | 1148  | 56.   | 189      | 1105     | 12.****  | 13:03,4 | 1216  | 8.    | 1:36,1   | 1010     | 24.      | 5326        | 5.       |
| Carlo Massullo                                    | Egyéni      | 27-38    | 677   | 52.    | 3:29,3 | 1200  | 44.*  | 192      | 1150     | 5.*      | 13:34,9 | 1123  | 30.   | 1:41,2   | 1100     | 4.       | 5250        | 12.      |
| Gianluca Tiberti                                  | Egyéni      | 38-27    | 864   | 9.**** | 3:17,6 | 1292  | 8.    | 187      | 1075     | 21.**    | 14:44,2 | 913   | 61.*  | 1:40,5   | 1040     | 17.      | 5184        | 23.      |
| Roberto Bomprezzi Carlo Massullo Gianluca Tiberti | Csapat      |          | 2388  | 11.*   |        | 3640  | 13.*  |          | 3330     | 3.       |         | 3252  | 9.    |          | 3150     | 1.       | 15760       |          |

* - egy másik versenyzővel/csapattal azonos időt/eredményt ért el

** - két másik versenyzővel azonos eredményt ért el

*** - három másik versenyzővel azonos eredményt ért el

**** - négy másik versenyzővel azonos eredményt ért el

## Röplabda

### Férfi
| Olasz férfi röplabdacsapat-játékoskeret                                                             | Olasz férfi röplabdacsapat-játékoskeret                                                                 |
| --------------------------------------------------------------------------------------------------- | --- |
| - Lorenzo Bernardi - Marco Bracci - Luca Cantagalli - Claudio Galli - Andrea Gardini - Andrea Giani | - Andrea Lucchetta - Roberto Masciarelli - Michele Pasinato - Paolo Tofoli - Fabio Vullo - Andrea Zorzi |

#### Eredmények
Csoportkör
A csoport
|                        |      | Mérkőzések | Mérkőzések | Szettek | Szettek | Szettek | Pontok | Pontok | Pontok |
| Csapat                 | Pont | Gy         | V          | Sz+     | Sz–     | SzA     | P+     | P–     | PA     |
| ---------------------- | ---- | ---------- | ---------- | ------- | ------- | ------- | ------ | ------ | ------ |
| Olaszország (ITA)      | 9    | 4          | 1          | 13      | 5       | 2,600   | 253    | 192    | 1,318  |
| Egyesült Államok (USA) | 9    | 4          | 1          | 13      | 8       | 1,625   | 287    | 257    | 1,117  |
| Spanyolország (ESP)    | 8    | 3          | 2          | 11      | 12      | 0,917   | 283    | 299    | 0,946  |
| Japán (JPN)            | 7    | 2          | 3          | 10      | 12      | 0,833   | 277    | 291    | 0,952  |
| Kanada (CAN)           | 6    | 1          | 4          | 10      | 12      | 0,833   | 286    | 279    | 1,025  |
| Franciaország (FRA)    | 6    | 1          | 4          | 6       | 14      | 0,429   | 200    | 268    | 0,746  |

| 1992. július 26. 17:30 | Franciaország (FRA)      | 1–3 | Olaszország (ITA) | Játékvezető: Konstantinos Margaritis (GRE), Peter Scheffer (NED) |
| 1992. július 26. 17:30 | (15–9, 5–15, 8–15, 2–15) |     |                   | Játékvezető: Konstantinos Margaritis (GRE), Peter Scheffer (NED) |

| 1992. július 28. 19:00 | Spanyolország (ESP) | 0–3 | Olaszország (ITA) | Játékvezető: Levan Stepanian (ARM), Omar Belkahla (ALG) |
| 1992. július 28. 19:00 | (14–16, 6–15, 7–15) |     |                   | Játékvezető: Levan Stepanian (ARM), Omar Belkahla (ALG) |

| 1992. július 30. 10:30 | Olaszország (ITA)    | 3–0 | Japán (JPN) | Játékvezető: Laert De Souza (BRA), Gabriel Gimenez (ESP) |
| 1992. július 30. 10:30 | (15–13, 15–7, 17–15) |     |             | Játékvezető: Laert De Souza (BRA), Gabriel Gimenez (ESP) |

| 1992. augusztus 1. 17:30 | Kanada (CAN)               | 1–3 | Olaszország (ITA) | Játékvezető: Cho Young-Ho (KOR), Yamagishi Norio (JPN) |
| 1992. augusztus 1. 17:30 | (11–15, 15–8, 12–15, 7–15) |     |                   | Játékvezető: Cho Young-Ho (KOR), Yamagishi Norio (JPN) |

| 1992. augusztus 3. 21:30 | Olaszország (ITA)           | 1–3 | Egyesült Államok (USA) | Játékvezető: Cho Young-Ho (KOR), Sun Tjan Hui (CHN) |
| 1992. augusztus 3. 21:30 | (15–9, 14–16, 11–15, 13–15) |     |                        | Játékvezető: Cho Young-Ho (KOR), Sun Tjan Hui (CHN) |

Negyeddöntő
| 1992. augusztus 5. 10:30 | Olaszország (ITA)                | 2–3 | Hollandia (NED) | Játékvezető: Jean-Francois Marty (FRA), Levan Stepanian (ARM) |
| 1992. augusztus 5. 10:30 | (9–15, 15–12, 15–8, 2–15, 16–17) |     |                 | Játékvezető: Jean-Francois Marty (FRA), Levan Stepanian (ARM) |

Az 5–8. helyért
| 1992. augusztus 6. 13:00 | Olaszország (ITA)   | 3–0 | Spanyolország (ESP) | Játékvezető: Levan Stepanian (ARM), Heiner Loose (GER) |
| 1992. augusztus 6. 13:00 | (15–4, 15–12, 15–4) |     |                     | Játékvezető: Levan Stepanian (ARM), Heiner Loose (GER) |

Az 5. helyért
| 1992. augusztus 7. 17:30 | Olaszország (ITA)   | 3–0 | Japán (JPN) | Játékvezető: Jose Sanler Diaz (CUB), Jose Ramon Perez (CUB) |
| 1992. augusztus 7. 17:30 | (15–2, 15–7, 15–13) |     |             | Játékvezető: Jose Sanler Diaz (CUB), Jose Ramon Perez (CUB) |

| Csapat            | Helyezés |
| ----------------- | -------- |
| Olaszország (ITA) | 5.       |

## Sportlövészet
Férfi
| Versenyző          | Versenyszám          | Selejtező | Selejtező | Döntő   | Döntő    |
| Versenyző          | Versenyszám          | Pont      | Helyezés  | Pont    | Helyezés |
| ------------------ | -------------------- | --------- | --------- | ------- | -------- |
| Pierluigi Ussorio  | Gyorstüzelő pisztoly | 585       | 11.*      | kiesett | kiesett  |
| Roberto Di Donna   | Légpisztoly          | 581       | 8.        | 678,5   | 8.       |
| Roberto Di Donna   | Szabadpisztoly       | 553       | 22.**     | kiesett | kiesett  |
| Dario Palazzani    | Szabadpisztoly       | 538       | 42.       | kiesett | kiesett  |
| Dario Palazzani    | Légpisztoly          | 575       | 22.***    | kiesett | kiesett  |
| Massimo Birindelli | Sportpuska, fekvő    | 590       | 39.**     | kiesett | kiesett  |
| Carlo Colombo      | Futócéllövészet      | 570       | 11.*      | kiesett | kiesett  |
| Valerio Donnianni  | Futócéllövészet      | 555       | 19.       | kiesett | kiesett  |

Női
| Versenyző     | Versenyszám   | Selejtező | Selejtező | Döntő   | Döntő    |
| Versenyző     | Versenyszám   | Pont      | Helyezés  | Pont    | Helyezés |
| ------------- | ------------- | --------- | --------- | ------- | -------- |
| Michela Suppo | Légpisztoly   | 375       | 24.*****  | kiesett | kiesett  |
| Michela Suppo | Sportpisztoly | 559       | 40.       | kiesett | kiesett  |

Nyílt
| Versenyző           | Versenyszám | Selejtező | Selejtező | Elődöntő | Elődöntő | Döntő   | Döntő    |
| Versenyző           | Versenyszám | Pont      | Helyezés  | Pont     | Helyezés | Pont    | Helyezés |
| ------------------- | ----------- | --------- | --------- | -------- | -------- | ------- | -------- |
| Daniele Cioni       | Trap        | 143       | 20.       | 192      | 14.*     | kiesett | kiesett  |
| Giovanni Pellielo   | Trap        | 145       | 11.       | 193      | 10.      | kiesett | kiesett  |
| Marco Venturini     | Trap        | 146       | 8.        | 195      | 2.****   | 218     |          |
| Andrea Benelli      | Skeet       | 145       | 25.****** | kiesett  | kiesett  | kiesett | kiesett  |
| Bruno Rossetti      | Skeet       | 148       | 8.        | 198      | 3.***    | 222     | *******  |
| Luca Scribani Rossi | Skeet       | 147       | 15.       | 197      | 7.       | kiesett | kiesett  |

* - egy másik versenyzővel azonos eredményt ért el

** - két másik versenyzővel azonos eredményt ért el

*** - három másik versenyzővel azonos eredményt ért el

**** - négy másik versenyzővel azonos eredményt ért el

***** - hat másik versenyzővel azonos eredményt ért el

****** - hét másik versenyzővel azonos eredményt ért el

******* - két másik versenyzővel azonos eredményt ért el, az ezüst és bronz éremért kétszeri szétlövés után 10 ponttal a 3. helyen végzett, így bronzérmes lett.

## Súlyemelés
| Versenyző           | Versenyszám | Szakítás | Szakítás | Lökés    | Lökés    | Összesen | Helyezés |
| Versenyző           | Versenyszám | Eredmény | Helyezés | Eredmény | Helyezés | Összesen | Helyezés |
| ------------------- | ----------- | -------- | -------- | -------- | -------- | -------- | -------- |
| Giovanni Scarantino | 56 kg       | 110,0    | 10.      | 130,0    | 14.      | 240,0    | 14.      |
| Norberto Oberburger | 110 kg      | 175,0    | 9.       | 200,0    | 11.      | 375,0    | 10.      |
| Vanni Lauzana       | +110 kg     | 160,0    | 16.      | 210,0    | 10.      | 370,0    | 12.      |

## Szinkronúszás
| Versenyző                     | Versenyszám | Selejtező           | Selejtező           | Selejtező       | Selejtező  | Selejtező  | Döntő           | Döntő      | Helyezés |
| Versenyző                     | Versenyszám | Technikai gyakorlat | Technikai gyakorlat | Zenés gyakorlat | Összesítés | Összesítés | Zenés gyakorlat | Összesítés | Helyezés |
| Versenyző                     | Versenyszám | Pont                | Hely.               | Pont            | Pont       | Hely.      | Pont            | Pont       | Helyezés |
| ----------------------------- | ----------- | ------------------- | ------------------- | --------------- | ---------- | ---------- | --------------- | ---------- | -------- |
| Giovanna Burlando             | Egyéni      | 82,525              | 38.                 | kiesett         | kiesett    | kiesett    | kiesett         | kiesett    | kiesett  |
| Paola Celli                   | Egyéni      | 83,610              | 33.                 | 92,640          | 176,250    | 12.        | kiesett         | kiesett    | 12.      |
| Giovanna Burlando Paola Celli | Páros       | 83,067              | 12.                 | 93,240          | 176,307    | 10.        | kiesett         | kiesett    | 10.      |

## Tenisz
Férfi
| Versenyző                    | Versenyszám | 64-es főtábla                           | 32-es főtábla                                               | Nyolcaddöntő                                                           | Negyeddöntő       | Elődöntő          | Döntő             | Helyezés |
| Versenyző                    | Versenyszám | Ellenfél Eredmény                       | Ellenfél Eredmény                                           | Ellenfél Eredmény                                                      | Ellenfél Eredmény | Ellenfél Eredmény | Ellenfél Eredmény | Helyezés |
| ---------------------------- | ----------- | --------------------------------------- | ----------------------------------------------------------- | ---------------------------------------------------------------------- | ----------------- | ----------------- | ----------------- | -------- |
| Omar Camporese               | Egyes       | Juan Ríos (PUR) · 6-2, 6-2, 6-0         | Emilio Sánchez (ESP) · 4-6, 2-6, 1-6                        | kiesett                                                                | kiesett           | kiesett           | kiesett           | 17.      |
| Cristiano Caratti            | Egyes       | Guy Forget (FRA) · 3-6, 4-6, 2-6        | kiesett                                                     | kiesett                                                                | kiesett           | kiesett           | kiesett           | 33.      |
| Renzo Furlan                 | Egyes       | Macuoka Súzó (JPN) · 6-4, 6-3, 3-6, 6-4 | Andrej Csesznokov (EUN) · 7-6(7–3), 6-4, 6-4                | Jordi Arrese (ESP) · 4-6, 3-6, 2-6                                     | kiesett           | kiesett           | kiesett           | 9.       |
| Omar Camporese Diego Nargiso | Páros       |                                         | Puerto Rico (PUR) · Miguel Nido · Juan Ríos · 6-1, 6-2, 6-3 | Románia (ROU) · George Cosac · Dinu Pescariu · 1-6, 6-4, 6-4, 4-6, 2-6 | kiesett           | kiesett           | kiesett           | 9.       |

Női
| Versenyző                             | Versenyszám | 64-es főtábla                      | 32-es főtábla                                                      | Nyolcaddöntő                                                                | Negyeddöntő       | Elődöntő          | Döntő             | Helyezés |
| Versenyző                             | Versenyszám | Ellenfél Eredmény                  | Ellenfél Eredmény                                                  | Ellenfél Eredmény                                                           | Ellenfél Eredmény | Ellenfél Eredmény | Ellenfél Eredmény | Helyezés |
| ------------------------------------- | ----------- | ---------------------------------- | ------------------------------------------------------------------ | --------------------------------------------------------------------------- | ----------------- | ----------------- | ----------------- | -------- |
| Sandra Cecchini                       | Egyes       | Paulina Sepúlveda (CHI) · 6-2, 6-3 | Conchita Martínez (ESP) · 4-6, 3-6                                 | kiesett                                                                     | kiesett           | kiesett           | kiesett           | 17.      |
| Raffaella Reggi-Concato               | Egyes       | Jenny Byrne (AUS) · 6-4, 7-6(7–2)  | Manuela Maleeva-Fragnière (SUI) · 2-6, 4-6                         | kiesett                                                                     | kiesett           | kiesett           | kiesett           | 17.      |
| Katia Piccolini                       | Egyes       | Nicole Bradtke (AUS) · 1-6, 0-6    | kiesett                                                            | kiesett                                                                     | kiesett           | kiesett           | kiesett           | 33.      |
| Raffaella Reggi-Concato Laura Garrone | Páros       |                                    | Nagy-Britannia (GBR) · Samantha Smith · Clare Wood · 5-7, 6-1, 6-3 | Dél-afrikai Köztársaság (RSA) · Mariaan de Swardt · Elna Reinach · 3-6, 2-6 | kiesett           | kiesett           | kiesett           | 9.       |

## Torna
Férfi
| Versenyző                                                                                       | Versenyszám      | Selejtező | Selejtező | Döntő    | Döntő    |
| Versenyző                                                                                       | Versenyszám      | Pontszám  | Helyezés  | Pontszám | Helyezés |
| ----------------------------------------------------------------------------------------------- | ---------------- | --------- | --------- | -------- | -------- |
| Paolo Bucci                                                                                     | Talaj            | 19,150    | 29.       | kiesett  | kiesett  |
| Paolo Bucci                                                                                     | Ugrás            | 19,050    | 27.       | kiesett  | kiesett  |
| Paolo Bucci                                                                                     | Korlát           | 19,200    | 18.       | kiesett  | kiesett  |
| Paolo Bucci                                                                                     | Nyújtó           | 19,225    | 23.       | kiesett  | kiesett  |
| Paolo Bucci                                                                                     | Gyűrű            | 19,300    | 25.       | kiesett  | kiesett  |
| Paolo Bucci                                                                                     | Lólengés         | 19,175    | 21.       | kiesett  | kiesett  |
| Paolo Bucci                                                                                     | Egyéni összetett | 115,100   | 17.*      | 57,425   | 15.      |
| Gianmatteo Centazzo                                                                             | Talaj            | 18,025    | 88.       | kiesett  | kiesett  |
| Gianmatteo Centazzo                                                                             | Ugrás            | 18,525    | 82.       | kiesett  | kiesett  |
| Gianmatteo Centazzo                                                                             | Korlát           | 18,450    | 77.       | kiesett  | kiesett  |
| Gianmatteo Centazzo                                                                             | Nyújtó           | 18,975    | 50.       | kiesett  | kiesett  |
| Gianmatteo Centazzo                                                                             | Gyűrű            | 18,950    | 55.       | kiesett  | kiesett  |
| Gianmatteo Centazzo                                                                             | Lólengés         | 19,200    | 20.       | kiesett  | kiesett  |
| Gianmatteo Centazzo                                                                             | Egyéni összetett | 112,125   | 66.       | kiesett  | kiesett  |
| Boris Preti                                                                                     | Talaj            | 19,150    | 29.       | kiesett  | kiesett  |
| Boris Preti                                                                                     | Ugrás            | 19,000    | 33.       | kiesett  | kiesett  |
| Boris Preti                                                                                     | Korlát           | 19,150    | 22.       | kiesett  | kiesett  |
| Boris Preti                                                                                     | Nyújtó           | 19,350    | 14.       | kiesett  | kiesett  |
| Boris Preti                                                                                     | Gyűrű            | 19,375    | 20.       | kiesett  | kiesett  |
| Boris Preti                                                                                     | Lólengés         | 19,250    | 16.       | kiesett  | kiesett  |
| Boris Preti                                                                                     | Egyéni összetett | 115,275   | 13.**     | 57,275   | 16.*     |
| Ruggero Rossato                                                                                 | Talaj            | 19,150    | 29.       | kiesett  | kiesett  |
| Ruggero Rossato                                                                                 | Ugrás            | 19,100    | 19.       | kiesett  | kiesett  |
| Ruggero Rossato                                                                                 | Korlát           | 18,850    | 49.       | kiesett  | kiesett  |
| Ruggero Rossato                                                                                 | Nyújtó           | 18,925    | 53.       | kiesett  | kiesett  |
| Ruggero Rossato                                                                                 | Gyűrű            | 19,000    | 47.       | kiesett  | kiesett  |
| Ruggero Rossato                                                                                 | Lólengés         | 19,150    | 23.       | kiesett  | kiesett  |
| Ruggero Rossato                                                                                 | Egyéni összetett | 114,175   | 37.       | 57,000   | 22.      |
| Gabriele Sala                                                                                   | Talaj            | 18,975    | 47.       | kiesett  | kiesett  |
| Gabriele Sala                                                                                   | Ugrás            | 18,950    | 37.       | kiesett  | kiesett  |
| Gabriele Sala                                                                                   | Korlát           | 18,800    | 54.       | kiesett  | kiesett  |
| Gabriele Sala                                                                                   | Nyújtó           | 18,600    | 73.       | kiesett  | kiesett  |
| Gabriele Sala                                                                                   | Gyűrű            | 18,700    | 69.       | kiesett  | kiesett  |
| Gabriele Sala                                                                                   | Lólengés         | 19,050    | 26.       | kiesett  | kiesett  |
| Gabriele Sala                                                                                   | Egyéni összetett | 113,075   | 53.       | kiesett  | kiesett  |
| Alessandro Viligiardi                                                                           | Talaj            | 18,725    | 67.       | kiesett  | kiesett  |
| Alessandro Viligiardi                                                                           | Ugrás            | 18,850    | 53.       | kiesett  | kiesett  |
| Alessandro Viligiardi                                                                           | Korlát           | 19,050    | 32.       | kiesett  | kiesett  |
| Alessandro Viligiardi                                                                           | Nyújtó           | 18,875    | 58.       | kiesett  | kiesett  |
| Alessandro Viligiardi                                                                           | Gyűrű            | 18,525    | 78.       | kiesett  | kiesett  |
| Alessandro Viligiardi                                                                           | Lólengés         | 17,825    | 85.       | kiesett  | kiesett  |
| Alessandro Viligiardi                                                                           | Egyéni összetett | 111,850   | 71.*      | kiesett  | kiesett  |
| Paolo Bucci Gianmatteo Centazzo Boris Preti Ruggero Rossato Gabriele Sala Alessandro Viligiardi | Csapat összetett |           |           | 571,750  | 5.       |

Női
| Versenyző         | Versenyszám      | Selejtező | Selejtező | Döntő    | Döntő    |
| Versenyző         | Versenyszám      | Pontszám  | Helyezés  | Pontszám | Helyezés |
| ----------------- | ---------------- | --------- | --------- | -------- | -------- |
| Veronica Servente | Talaj            | 19,262    | 51.       | kiesett  | kiesett  |
| Veronica Servente | Ugrás            | 19,437    | 61.       | kiesett  | kiesett  |
| Veronica Servente | Felemás korlát   | 18,962    | 73.       | kiesett  | kiesett  |
| Veronica Servente | Gerenda          | 18,799    | 69.       | kiesett  | kiesett  |
| Veronica Servente | Egyéni összetett | 76,460    | 65.       | kiesett  | kiesett  |
| Giulia Volpi      | Talaj            | 18,962    | 77.       | kiesett  | kiesett  |
| Giulia Volpi      | Ugrás            | 19,362    | 72.       | kiesett  | kiesett  |
| Giulia Volpi      | Felemás korlát   | 18,212    | 90.       | kiesett  | kiesett  |
| Giulia Volpi      | Gerenda          | 19,337    | 35.       | kiesett  | kiesett  |
| Giulia Volpi      | Egyéni összetett | 75,873    | 76.       | kiesett  | kiesett  |

* - egy másik versenyzővel azonos eredményt ért el

** - két másik versenyzővel azonos eredményt ért el

### Ritmikus gimnasztika
| Versenyző        | Versenyszám | Selejtező | Selejtező | Selejtező | Selejtező | Selejtező | Selejtező | Selejtező | Selejtező | Selejtező | Selejtező | Döntő            | Döntő            | Döntő            | Döntő            | Döntő            | Döntő            | Döntő            | Döntő            | Döntő    | Döntő    | Helyezés |
| Versenyző        | Versenyszám | Karika    | Karika    | Kötél     | Kötél     | Buzogány  | Buzogány  | Labda     | Labda     | Összesen  | Összesen  | Karika           | Karika           | Kötél            | Kötél            | Buzogány         | Buzogány         | Labda            | Labda            | Összesen | Összesen | Helyezés |
| Versenyző        | Versenyszám | Pont      | Hely.     | Pont      | Hely.     | Pont      | Hely.     | Pont      | Hely.     | Pont      | Hely.     | Pont             | Hely.            | Pont             | Hely.            | Pont             | Hely.            | Pont             | Hely.            | Pont     | Hely.    | Helyezés |
| ---------------- | ----------- | --------- | --------- | --------- | --------- | --------- | --------- | --------- | --------- | --------- | --------- | ---------------- | ---------------- | ---------------- | ---------------- | ---------------- | ---------------- | ---------------- | ---------------- | -------- | -------- | -------- |
| Samantha Ferrari | Egyéni      | 9,300     | 11.**     | 9,225     | 15.*      | 9,100     | 13.*      | 9,300     | 9.**      | 36,925    | 11.       | 9,300            | 10.*             | nem teljesítette | nem teljesítette | nem teljesítette | nem teljesítette | 9,325            | 10.              | 36,987   | 12.      | 12.      |
| Irene Germini    | Egyéni      | 9,000     | 33.**     | 9,325     | 12.*      | 9,275     | 9.        | 9,075     | 23.**     | 36,675    | 15.       | nem teljesítette | nem teljesítette | 9,300            | 10.*             | 9,300            | 9.               | nem teljesítette | nem teljesítette | 36,937   | 13.      | 13.      |

* - egy másik versenyzővel azonos eredményt ért el

** - két másik versenyzővel azonos eredményt ért el

## Úszás
Férfi
| Versenyző                                                                                               | Versenyszám            | Előfutam         | Előfutam         | Előfutam         | Döntő   | Döntő        | Döntő        | Helyezés     |
| Versenyző                                                                                               | Versenyszám            | Idő              | Hely.            | Össz.            | Típus   | Idő          | Hely.        | Helyezés     |
| --- | ---------------------- | ---------------- | ---------------- | ---------------- | ------- | ------------ | ------------ | ------------ |
| René Gusperti                                                                                           | 50 m gyors             | 22,92            | 4.*              | 11.*             | B       | 23,04        | 6.           | 14.          |
| Giorgio Lamberti                                                                                        | 100 m gyors            | 50,65            | 4.               | 16.              | B       | visszalépett | visszalépett | visszalépett |
| Roberto Gleria                                                                                          | 100 m gyors            | 50,66            | 7.               | 17.***           | B       | 50,81        | 7.           | 15.          |
| Roberto Gleria                                                                                          | 200 m gyors            | 1:49,19          | 2.               | 9.               | B       | visszalépett | visszalépett | visszalépett |
| Massimo Trevisan                                                                                        | 200 m gyors            | 1:49,80          | 4.               | 13.              | B       | 1:49,85      | 4.           | 12.          |
| Massimo Trevisan                                                                                        | 400 m gyors            | 3:56,35          | 6.               | 19.              | kiesett | kiesett      | kiesett      | kiesett      |
| Piermaria Siciliano                                                                                     | 400 m gyors            | 3:52,32          | 4.               | 12.              | B       | 3:53,05      | 4.           | 12.          |
| Piermaria Siciliano                                                                                     | 1500 m gyors           | 15:28,46         | 5.               | 13.              | kiesett | kiesett      | kiesett      | kiesett      |
| Emanuele Merisi                                                                                         | 100 m hát              | 56,80            | 1.               | 16.              | B       | 57,71        | 8.           | 16.          |
| Stefano Battistelli                                                                                     | 100 m hát              | 57,40            | 8.               | 23.              | kiesett | kiesett      | kiesett      | kiesett      |
| Stefano Battistelli                                                                                     | 200 m vegyes           | nem állt rajthoz | nem állt rajthoz | nem állt rajthoz | kiesett | kiesett      | kiesett      | kiesett      |
| Stefano Battistelli                                                                                     | 200 m hát              | 1:59,56          | 3.               | 3.               | A       | 1:59,40      | 3.           |              |
| Luca Bianchin                                                                                           | 200 m hát              | 2:02,65          | 4.               | 18.****          | B       | 2:01,70      | 3.           | 11.          |
| Gianni Minervini                                                                                        | 100 m mell             | 1:03,23          | 5.               | 16.              | B       | 1:02,39      | 2.**         | 10.**        |
| Andrea Cecchi                                                                                           | 100 m mell             | 1:03,28          | 6.               | 17.              | kiesett | kiesett      | kiesett      | kiesett      |
| Andrea Cecchi                                                                                           | 200 m mell             | 2:16,38          | 6.               | 17.              | kiesett | kiesett      | kiesett      | kiesett      |
| Francesco Postiglione                                                                                   | 200 m mell             | 2:15,97          | 7.               | 15.              | B       | 2:16,92      | 8.           | 16.          |
| Leonardo Michelotti                                                                                     | 100 m pillangó         | 55,28            | 7.               | 23.              | kiesett | kiesett      | kiesett      | kiesett      |
| Marco Braida                                                                                            | 100 m pillangó         | 56,50            | 7.               | 40.              | kiesett | kiesett      | kiesett      | kiesett      |
| Marco Braida                                                                                            | 200 m pillangó         | 2:01,18          | 5.               | 14.              | B       | 2:02,24      | 8.           | 16.          |
| Luca Sacchi                                                                                             | 200 m vegyes           | 2:03,54          | 4.               | 11.              | B       | visszalépett | visszalépett | visszalépett |
| Luca Sacchi                                                                                             | 400 m vegyes           | 4:19,42          | 1.               | 5.               | A       | 4:16,34      | 3.           |              |
| Giorgio Lamberti Emanuele Idini Roberto Gleria Massimo Trevisan                                         | 4 × 100 m gyorsváltó   | 3:23,43          | 3.               | 10.              | kiesett | kiesett      | kiesett      | kiesett      |
| Roberto Gleria Giorgio Lamberti Massimo Trevisan Stefano Battistelli Emanuele Idini Piermaria Siciliano | 4 × 200 m gyorsváltó   | 7:25,53          | 3.               | 8.               | A       | 7:18,10      | 5.           | 5.           |
| Emanuele Merisi Gianni Minervini Leonardo Michelotti Massimo Trevisan                                   | 4 × 100 m vegyes váltó | 3:44,30          | 5.               | 11.              | kiesett | kiesett      | kiesett      | kiesett      |

Női
| Versenyző                                                             | Versenyszám            | Előfutam | Előfutam | Előfutam | Döntő   | Döntő   | Döntő   | Helyezés |
| Versenyző                                                             | Versenyszám            | Idő      | Hely.    | Össz.    | Típus   | Idő     | Hely.   | Helyezés |
| --------------------------------------------------------------------- | ---------------------- | -------- | -------- | -------- | ------- | ------- | ------- | -------- |
| Cristina Chiuso                                                       | 50 m gyors             | 26,72    | 7.       | 19.      | kiesett | kiesett | kiesett | kiesett  |
| Ilaria Sciorelli                                                      | 100 m gyors            | 59,11    | 8.       | 36.      | kiesett | kiesett | kiesett | kiesett  |
| Manuela Melchiorri                                                    | 400 m gyors            | 4:19,18  | 5.       | 16.      | B       | 4:20,75 | 7.      | 15.      |
| Manuela Melchiorri                                                    | 800 m gyors            | 8:50,14  | 5.       | 12.      | kiesett | kiesett | kiesett | kiesett  |
| Lara Bianconi                                                         | 200 m vegyes           | 2:19,40  | 7.       | 20.      | kiesett | kiesett | kiesett | kiesett  |
| Lara Bianconi                                                         | 100 m hát              | 1:05,02  | 2.       | 25.      | kiesett | kiesett | kiesett | kiesett  |
| Lorenza Vigarani                                                      | 100 m hát              | 1:04,65  | 7.       | 23.      | kiesett | kiesett | kiesett | kiesett  |
| Lorenza Vigarani                                                      | 200 m hát              | 2:15,49  | 4.       | 13.      | B       | 2:16,21 | 5.      | 13.      |
| Francesca Salvalajo                                                   | 200 m hát              | 2:16,89  | 7.       | 20.      | kiesett | kiesett | kiesett | kiesett  |
| Elena Donati                                                          | 100 m mell             | 1:14,70  | 5.       | 32.      | kiesett | kiesett | kiesett | kiesett  |
| Elena Donati                                                          | 200 m mell             | 2:36,42  | 7.       | 24.      | kiesett | kiesett | kiesett | kiesett  |
| Manuela Dalla Valle                                                   | 200 m mell             | 2:30,75  | 2.       | 7.       | A       | 2:31,21 | 7.      | 7.       |
| Manuela Dalla Valle                                                   | 100 m mell             | 1:09,78  | 2.       | 4.       | A       | 1:10,39 | 7.      | 7.       |
| Ilaria Tocchini                                                       | 100 m pillangó         | 1:01,37  | 4.       | 13.      | B       | 1:02,06 | 7.      | 15.      |
| Ilaria Tocchini                                                       | 200 m pillangó         | 2:13,03  | 3.       | 7.       | A       | 2:13,78 | 8.      | 8.       |
| Lorenza Vigarani Manuela Dalla Valle Ilaria Tocchini Ilaria Sciorelli | 4 × 100 m vegyes váltó | 4:12,77  | 4.       | 9.       | kiesett | kiesett | kiesett | kiesett  |

* - egy másik versenyzővel azonos időt ért el

** - két másik versenyzővel azonos időt ért el

*** - a honfitársa Giorgio Lamberti visszalépése miatt indulhatott a B döntőben

**** - két másik versenyző visszalépése miatt indulhatott a B döntőben

## Vitorlázás
Férfi
| Versenyző                          | Versenyszám     | Futam | Futam | Futam   | Futam   | Futam | Futam | Futam | Futam | Futam | Futam | Pontszám | Helyezés |
| Versenyző                          | Versenyszám     | 1     | 2     | 3       | 4       | 5     | 6     | 7     | 8     | 9     | 10    | Pontszám | Helyezés |
| ---------------------------------- | --------------- | ----- | ----- | ------- | ------- | ----- | ----- | ----- | ----- | ----- | ----- | -------- | -------- |
| Riccardo Giordano                  | Szörfvitorlázás | 29,0  | 0,0   | 5,7     | (51,0*) | 33,0  | 11,7  | 33,0  | 28,0  | 11,7  | 30,0  | 182,1    | 16.      |
| Emanuele Vaccari                   | Finn dingi      | 23,0  | 23,0  | 18,0    | (25,0)  | 19,0  | 10,0  | 10,0  |       |       |       | 103,0    | 14.      |
| Paolo Montefusco Sandro Montefusco | 470-es osztály  | 13,0  | 23,0  | (44,0*) | 13,0    | 24,0  | 3,0   | 25,0  |       |       |       | 101,0    | 11.      |

Női
| Versenyző                        | Versenyszám     | Futam  | Futam | Futam  | Futam | Futam | Futam | Futam | Futam | Futam  | Futam | Pontszám | Helyezés |
| Versenyző                        | Versenyszám     | 1      | 2     | 3      | 4     | 5     | 6     | 7     | 8     | 9      | 10    | Pontszám | Helyezés |
| -------------------------------- | --------------- | ------ | ----- | ------ | ----- | ----- | ----- | ----- | ----- | ------ | ----- | -------- | -------- |
| Alessandra Sensini               | Szörfvitorlázás | 19,0   | 11,7  | 0,0    | 0,0   | 8,0   | 8,0   | 5,7   | 18,0  | (31,0) | 31,0  | 101,4    | 7.       |
| Arianna Bogatec                  | Europe          | 18,0   | 17,0  | (19,0) | 8,0   | 10,0  | 3,0   | 13,0  |       |        |       | 69,0     | 8.       |
| Anna Maria Barabino Maria Quarra | 470-es osztály  | (24,0) | 5,7   | 10,0   | 14,0  | 20,0  | 16,0  | 3,0   |       |        |       | 68,7     | 7.       |

Nyílt
| Versenyző                      | Versenyszám     | Futam | Futam | Futam | Futam  | Futam  | Futam | Futam  | Pontszám | Helyezés |
| Versenyző                      | Versenyszám     | 1     | 2     | 3     | 4      | 5      | 6     | 7      | Pontszám | Helyezés |
| ------------------------------ | --------------- | ----- | ----- | ----- | ------ | ------ | ----- | ------ | -------- | -------- |
| Mario Salani Roberto Benamati  | Csillaghajó     | 22,0  | 22,0  | 14,0  | 16,0   | (28,0) | 14,0  | 18,0   | 106,0    | 16.      |
| Angelo Glisoni Giorgio Zuccoli | Tornádó         | 5,7   | 22,0  | 20,0  | (25,0) | 22,0   | 20,0  | 20,0   | 109,7    | 17.      |
| Flavio Grassi Luca Santella    | Repülő hollandi | 23,0  | 17,0  | 29,0  | 20,0   | 24,0   | 25,0  | (30,0) | 138,0    | 21.      |

* - kizárták

## Vívás
Férfi
| Versenyző                                                                      | Versenyszám       | Csoportkör | Csoportkör | Selejtező                       | 32-es főtábla                                | Egyenes ág a negyeddöntőért             | Egyenes ág a negyeddöntőért          | Vigaszág a negyeddöntőért           | Vigaszág a negyeddöntőért                 | Vigaszág a negyeddöntőért                         | Vigaszág a negyeddöntőért        | Negyeddöntő                          | Elődöntő                                 | Döntő                                                      | Helyezés |
| Versenyző                                                                      | Versenyszám       | Csoportkör | Csoportkör | Selejtező                       | 32-es főtábla                                | 1. kör                                  | 2. kör                               | 1. kör                              | 2. kör                                    | 3. kör                                            | 4. kör                           | Negyeddöntő                          | Elődöntő                                 | Döntő                                                      | Helyezés |
| Versenyző                                                                      | Versenyszám       | Ellenfél Eredmény | Hely.      | Ellenfél Eredmény               | Ellenfél Eredmény                            | Ellenfél Eredmény                       | Ellenfél Eredmény                    | Ellenfél Eredmény                   | Ellenfél Eredmény                         | Ellenfél Eredmény                                 | Ellenfél Eredmény                | Ellenfél Eredmény                    | Ellenfél Eredmény                        | Ellenfél Eredmény                                          | Helyezés |
| ------------------------------------------------------------------------------ | ----------------- | --- | ---------- | ------------------------------- | -------------------------------------------- | --------------------------------------- | ------------------------------------ | ----------------------------------- | ----------------------------------------- | ------------------------------------------------- | -------------------------------- | ------------------------------------ | ---------------------------------------- | ---------------------------------------------------------- | -------- |
| Andrea Borella                                                                 | Tőr, egyéni       | 4. csoport · Piotr Kiełpikowski (POL) · 5-0 · Elvis Gregory (CUB) · 5-2 · Vang Haj-pin (Wang Haibin) (CHN) · 5-2 · Dario Torrente (RSA) · 5-0 · José Marcelo Álvarez (PAR) · 5-4 · Ramiro Bravo (ESP) · 2-5   | 1.         | erőnyerő                        | Busa István (HUN) · 5-3, 5-2                 | Ulrich Schreck (GER) · 6-4, 5-3         | Philippe Omnès (FRA) · 0-5, 6-5, 5-2 |                                     |                                           |                                                   |                                  | Udo Wagner (GER) · 6-4, 4-6, 0-5     | kiesett                                  | kiesett                                                    | 5.       |
| Stefano Cerioni                                                                | Tőr, egyéni       | 7. csoport · Philippe Omnès (FRA) · 5-1 · Icsigatani Hiroki (JPN) · 5-0 · Busa István (HUN) · 5-3 · Andrés García (ESP) · 5-2 · Heinrich van Garderen (RSA) · 5-2 · Mísel Júszef (LIB) · 5-0                  | 1.         | erőnyerő                        | Lou Mún-tóng (Lo Moon Tong) (HKG) · 5-2, 5-2 | Elvis Gregory (CUB) · 3-5, 3-5          |                                      |                                     | Andrés García (ESP) · 1-5, 6-4, 4-6       | kiesett                                           | kiesett                          | kiesett                              | kiesett                                  | kiesett                                                    | 17.      |
| Mauro Numa                                                                     | Tőr, egyéni       | 8. csoport · Joachim Wendt (AUT) · 3-5 · José Francisco Guerra (ESP) · 5-3 · Maged Abdallah (EGY) · 5-3 · Adam Krzesiński (POL) · 5-1 · Tang Kvóng-hou (Tang Kwong Hau) (HKG) · 5-2                           | 2.         | erőnyerő                        | Andrés García (ESP) · 5-2, 5-0               | Dmitrij Sevcsenko (EUN) · 5-2, 1-5, 5-0 | Joachim Wendt (AUT) · 6-5, 1-5, 2-5  |                                     |                                           |                                                   | Udo Wagner (GER) · 5-6, 5-2, 3-5 | kiesett                              | kiesett                                  | kiesett                                                    | 10.      |
| Sandro Cuomo                                                                   | Párbajtőr, egyéni | 7. csoport · Bogdan Nowosielski (CAN) · 5-3 · Fernando de la Peña (ESP) · 5-4 · Gabriel Pantelimon (ROU) · 5-3 · Hegedűs Ferenc (HUN) · 5-4 · Tanabe Norikazu (JPN) · 5-5 · Dario Torrente (RSA) · 5-2        | 1.         | erőnyerő                        | Robert Marx (USA) · 3-5, 3-5                 |                                         |                                      | Szerhij Kravcsuk (EUN) · 2-5, 3-5   | kiesett                                   | kiesett                                           | kiesett                          | kiesett                              | kiesett                                  | kiesett                                                    | 26.      |
| Angelo Mazzoni                                                                 | Párbajtőr, egyéni | 1. csoport · Laurie Shong (CAN) · 5-4 · Aleš Depta (TCH) · 5-3 · Juan Miguel Paz (COL) · 5-4 · Handry Lenzun (INA) · 5-0 · Daniel Lang (SUI) · 5-4 · Francisco Papaiano (BRA) · 5-0                           | 1.         | erőnyerő                        | Jiří Douba (TCH) · 1-5, 2-5                  |                                         |                                      | Sławomir Nawrocki (POL) · 5-2, 5-3  | Fernando de la Peña (ESP) · 1-5, 5-2, 5-3 | Laurie Shong (CAN) · 6-4, 5-3                     | Robert Felisiak (GER) · 6-4, 5-3 | Pavel Kolobkov (EUN) · 5-0, 0-5, 2-5 | kiesett                                  | kiesett                                                    | 6.       |
| Maurizio Randazzo                                                              | Párbajtőr, egyéni | 5. csoport · Mauricio Rivas (COL) · 4-5 · Adrian Pop (ROU) · 2-5 · Gavin McLean (NZL) · 5-0 · Olivier Jacquet (SUI) · 5-5 · Mísel Júszef (LIB) · 5-3 · Enzo da Ponte (PAR) · 5-1                              | 3.         | Wong Liang Hun (SIN) · 5-2, 5-3 | Andrej Suvalov (EUN) · 5-6, 1-5              |                                         |                                      | Csang Theszok (KOR) · 3-5, 5-2, 5-2 | Jiří Douba (TCH) · 6-5, 6-5               | Szerhij Kravcsuk (EUN) · 2-5, 6-5, 1-5            | kiesett                          | kiesett                              | kiesett                                  | kiesett                                                    | 15.      |
| Marco Marin                                                                    | Kard, egyéni      | 6. csoport · Nébald György (HUN) · 2-5 · Raúl Peinador (ESP) · 5-2 · Cseng Csao-kang (Zheng Zhaokang) (CHN) · 5-0 · Dario Torrente (RSA) · 5-1 · Hasimoto Hirosi (JPN) · 5-2 · Grigorij Kirijenko (EUN) · 4-5 | 2.         | erőnyerő                        | Raúl Peinador (ESP) · 5-3, 6-5               | Jean-François Lamour (FRA) · 4-6, 2-5   |                                      |                                     | Heorhij Pohoszov (EUN) · 5-0, 2-5, 6-4    | Cseng Csao-kang (Zheng Zhaokang) (CHN) · 5-0, 5-1 | Köves Csaba (HUN) · 5-3, 5-3     | Antonio García (ESP) · 5-3, 2-5, 5-2 | Jean-François Lamour (FRA) · 6-4, 5-3    | Szabó Bence (HUN) · 1-5, 1-5                               |          |
| Ferdinando Meglio                                                              | Kard, egyéni      | 3. csoport · Felix Becker (GER) · 5-4 · Janusz Olech (POL) · 5-2 · Jang Csen (Yang Zhen) (CHN) · 5-3 · Esteban Mullins (CRC) · 5-4 · Jean-Paul Banos (CAN) · 2-5                                              | 2.         | erőnyerő                        | Heorhij Pohoszov (EUN) · 5-1, 5-1            | Michael Lofton (USA) · 5-2, 6-5         | Jürgen Nolte (GER) · 5-3, 6-5        |                                     |                                           |                                                   |                                  | Szabó Bence (HUN) · 2-5, 0-5         | kiesett                                  | kiesett                                                    | 6.       |
| Giovanni Scalzo                                                                | Kard, egyéni      | 7. csoport · Franck Ducheix (FRA) · 5-4 · Zíszisz Bambanászisz (GRE) · 5-0 · Michael Lofton (USA) · 5-3 · Anthony Plourde (CAN) · 5-4 · Heinrich van Garderen (RSA) · 5-1 · Heorhij Pohoszov (EUN) · 4-5      | 1.         | erőnyerő                        | Robert Cottingham (USA) · 5-2, 5-3           | Franck Ducheix (FRA) · 5-0, 2-5, 5-2    | Szabó Bence (HUN) · 6-4, 6-5         |                                     |                                           |                                                   |                                  | Jürgen Nolte (GER) · 2-5, 5-3, 5-3   | Szabó Bence (HUN) · 3-5, 5-3, 4-6        | Bronzmérkőzés · Jean-François Lamour (FRA) · 5-3, 5-6, 1-5 | 4.       |
| Marco Arpino Andrea Borella Stefano Cerioni Mauro Numa Alessandro Puccini      | Tőr, csapat       | 2. csoport · Kína (CHN) · 9-1 · Lengyelország (POL) · 8-8 | 1.         |                                 |                                              |                                         |                                      |                                     |                                           |                                                   |                                  | Magyarország (HUN) · 5-9             | 5–8. helyért · Franciaország (FRA) · 9-6 | 5. helyért · Egyesített Csapat (EUN) · 5-9                 | 6.       |
| Sandro Cuomo Angelo Mazzoni Stefano Pantano Maurizio Randazzo Sandro Resegotti | Párbajtőr, csapat | 4. csoport · Kanada (CAN) · 7-4 · Lengyelország (POL) · 8-2 | 1.         |                                 |                                              |                                         |                                      |                                     |                                           |                                                   |                                  | Németország (GER) · 2-8              | 5–8. helyért · Svédország (SWE) · 9-6    | 5. helyért · Spanyolország (ESP) · 8-8                     | 5.       |
| Marco Marin Ferdinando Meglio Giovanni Scalzo Giovanni Sirovich Tonhi Terenzi  | Kard, csapat      | 1. csoport · Kína (CHN) · 9-5 · Spanyolország (ESP) · 9-0 | 1.         |                                 |                                              |                                         |                                      |                                     |                                           |                                                   |                                  | Románia (ROU) · 6-8                  | 5–8. helyért · Lengyelország (POL) · 8-8 | 7. helyért · Kína (CHN) · 7-9                              | 8.       |

Női
| Versenyző                                                                                  | Versenyszám | Csoportkör | Csoportkör | Selejtező         | 32-es főtábla                       | Egyenes ág a negyeddöntőért         | Egyenes ág a negyeddöntőért       | Vigaszág a negyeddöntőért               | Vigaszág a negyeddöntőért             | Vigaszág a negyeddöntőért | Vigaszág a negyeddöntőért     | Negyeddöntő                       | Elődöntő                                    | Döntő                                               | Helyezés |
| Versenyző                                                                                  | Versenyszám | Csoportkör | Csoportkör | Selejtező         | 32-es főtábla                       | 1. kör                              | 2. kör                            | 1. kör                                  | 2. kör                                | 3. kör                    | 4. kör                        | Negyeddöntő                       | Elődöntő                                    | Döntő                                               | Helyezés |
| Versenyző                                                                                  | Versenyszám | Ellenfél Eredmény | Hely.      | Ellenfél Eredmény | Ellenfél Eredmény                   | Ellenfél Eredmény                   | Ellenfél Eredmény                 | Ellenfél Eredmény                       | Ellenfél Eredmény                     | Ellenfél Eredmény         | Ellenfél Eredmény             | Ellenfél Eredmény                 | Ellenfél Eredmény                           | Ellenfél Eredmény                                   | Helyezés |
| ------------------------------------------------------------------------------------------ | ----------- | --- | ---------- | ----------------- | ----------------------------------- | ----------------------------------- | --------------------------------- | --------------------------------------- | ------------------------------------- | ------------------------- | ----------------------------- | --------------------------------- | ------------------------------------------- | --------------------------------------------------- | -------- |
| Francesca Bortolozzi                                                                       | Tőr, egyéni | 2. csoport · Sin Seong-Ja (KOR) · nincs adat · Isabelle Spennato (FRA) · nincs adat · Tatyjana Szadovszkaja (EUN) · nincs adat · Tamara Savić-Šotra (IOP) · nincs adat · Andrea Chiuchich (ARG) · nincs adat · Rencia Nasson (RSA) · nincs adat | 2.         | erőnyerő          | Sabine Bau (GER) · 2-5, 3-5         |                                     |                                   | Caitlin Bilodeaux (USA) · 5-1, 4-6, 5-2 | Thalie Tremblay (CAN) · 5-3, 2-5, 2-5 | kiesett                   | kiesett                       | kiesett                           | kiesett                                     | kiesett                                             | 19.      |
| Giovanna Trillini                                                                          | Tőr, egyéni | 5. csoport · Stefanek Gertrúd (HUN) · 3-5 · O Csie (E Jie) (CHN) · 4-5 · Reka Lazăr-Szabo (ROU) · 5-2 · Sandra Giancola (ARG) · 5-0 · Elvia Reyes (HON) · 5-0 · Rosa María Castillejo (ESP) · 3-5                                               | 4.         | erőnyerő          | Mincza Ildikó (HUN) · 5-3, 1-5, 5-1 | Barbara Wolnicka (POL) · 5-0, 5-2   | Reka Lazăr-Szabo (ROU) · 1-5, 2-5 |                                         |                                       |                           | Anna Sobczak (POL) · 6-4, 5-2 | Sabine Bau (GER) · 5-3, 6-4       | Tatyjana Szadovszkaja (EUN) · 5-2, 3-5, 5-3 | Vang Huj-feng (Wang Hui-feng) (CHN) · 5-6, 5-3, 6-5 |          |
| Margherita Zalaffi                                                                         | Tőr, egyéni | 1. csoport · Monika Maciejewska (POL) · 5-2 · Thalie Tremblay (CAN) · 5-0 · Gisèle Meygret (FRA) · 5-4 · Heidi Botha (RSA) · 5-1 · I Jeong-Suk (KOR) · 2-5 · Takajanagi Júko (JPN) · 4-5                                                        | 1.         | erőnyerő          | Claudia Grigorescu (ROU) · 5-3, 6-4 | Jánosi Zsuzsa (HUN) · 3-5, 5-3, 5-3 | Olga Velicsko (EUN) · 5-3, 5-3    |                                         |                                       |                           |                               | Laurence Modaine (FRA) · 3-5, 1-5 | kiesett                                     | kiesett                                             | 6.       |
| Diana Bianchedi Francesca Bortolozzi Giovanna Trillini Margherita Zalaffi Dorina Vaccaroni | Tőr, csapat | 1. csoport · Lengyelország (POL) · 9-1 · Dél-Korea (KOR) · 9-1 | 1.         |                   |                                     |                                     |                                   |                                         |                                       |                           |                               | Magyarország (HUN) · 9-2          | Románia (ROU) · 9-3                         | Németország (GER) · 9-6                             |          |

## Vízilabda
| Olasz férfi vízilabdacsapat-játékoskeret                                                                                                   | Olasz férfi vízilabdacsapat-játékoskeret                                                                    |
| --- | --- |
| - Francesco Attolico - Gianni Averaimo - Alessandro Bovo - Paolo Caldarella - Alessandro Campagna - Marco D'Altrui - Massimiliano Ferretti | - Mario Fiorillo - Ferdinando Gandolfi - Amedeo Pomilio - Francesco Porzio - Giuseppe Porzio - Carlo Silipo |

### Eredmények
Csoportkör
B csoport
| Csapat              | M | Gy | D | V | G+ | G– | Gk  | P |
| ------------------- | - | -- | - | - | -- | -- | --- | - |
| Spanyolország (ESP) | 5 | 4  | 1 | 0 | 52 | 36 | +16 | 9 |
| Olaszország (ITA)   | 5 | 3  | 2 | 0 | 41 | 34 | +7  | 8 |
| Magyarország (HUN)  | 5 | 2  | 2 | 1 | 49 | 46 | +3  | 6 |
| Kuba (CUB)          | 5 | 2  | 0 | 3 | 50 | 53 | –3  | 4 |
| Hollandia (NED)     | 5 | 0  | 2 | 3 | 36 | 46 | –10 | 2 |
| Görögország (GRE)   | 5 | 0  | 1 | 4 | 32 | 45 | –13 | 1 |

| 1992. augusztus 1. 12:00 | Magyarország (HUN)   | 7–7 | Olaszország (ITA) | Játékvezetők: Bret Beecher Bernard (USA), Miroslav Radenovic (YUG) |
| 1992. augusztus 1. 12:00 | (1–2, 2–1, 2–2, 2–2) |     |                   | Játékvezetők: Bret Beecher Bernard (USA), Miroslav Radenovic (YUG) |
| 1992. augusztus 1. 12:00 | Benedek 3            |     | Gandolfi 3        | Játékvezetők: Bret Beecher Bernard (USA), Miroslav Radenovic (YUG) |

| 1992. augusztus 2. 10:45 | Hollandia (NED)      | 4–6 | Olaszország (ITA)     | Játékvezetők: Miroslav Radenovic (YUG), Haluk Toygarli (TUR) |
| 1992. augusztus 2. 10:45 | (0–2, 2–1, 0–1, 2–2) |     |                       | Játékvezetők: Miroslav Radenovic (YUG), Haluk Toygarli (TUR) |
| 1992. augusztus 2. 10:45 | négy játékos 1       |     | F. Porzio, Ferretti 2 | Játékvezetők: Miroslav Radenovic (YUG), Haluk Toygarli (TUR) |

| 1992. augusztus 3. 10:45 | Olaszország (ITA)    | 11–8 | Kuba (CUB)       | Játékvezetők: Juergen Blan (GER), John Whitehouse (AUT) |
| 1992. augusztus 3. 10:45 | (2–3, 2–2, 4–2, 3–1) |      |                  | Játékvezetők: Juergen Blan (GER), John Whitehouse (AUT) |
| 1992. augusztus 3. 10:45 | G. Porzio 3          |      | Olivera, Pérez 2 | Játékvezetők: Juergen Blan (GER), John Whitehouse (AUT) |

| 1992. augusztus 5. 20:00 | Spanyolország (ESP)  | 9–9 | Olaszország (ITA) | Játékvezetők: Juergen Blan (GER), Wim Keman (AHO) |
| 1992. augusztus 5. 20:00 | (3–2, 1–2, 2–2, 3–3) |     |                   | Játékvezetők: Juergen Blan (GER), Wim Keman (AHO) |
| 1992. augusztus 5. 20:00 | Estiarte 4           |     | három játékos 2   | Játékvezetők: Juergen Blan (GER), Wim Keman (AHO) |

| 1992. augusztus 6. 17:30 | Olaszország (ITA)    | 8–6 | Görögország (GRE) | Játékvezetők: Miroslav Radenovic (YUG), Masaoka Masaru (JPN) |
| 1992. augusztus 6. 17:30 | (2–2, 1–1, 3–2, 2–1) |     |                   | Játékvezetők: Miroslav Radenovic (YUG), Masaoka Masaru (JPN) |
| 1992. augusztus 6. 17:30 | Ferretti 4           |     | hat játékos 1     | Játékvezetők: Miroslav Radenovic (YUG), Masaoka Masaru (JPN) |

Elődöntő
| 1992. augusztus 8. 18:45 | Egyesített Csapat (EUN) | 8–9 | Olaszország (ITA) | Játékvezetők: Alfred van Dorp (NED), John Whitehouse (AUT) |
| 1992. augusztus 8. 18:45 | (3–2, 2–3, 2–2, 1–2)    |     |                   | Játékvezetők: Alfred van Dorp (NED), John Whitehouse (AUT) |
| 1992. augusztus 8. 18:45 | Markocs 3               |     | Campagna 3        | Játékvezetők: Alfred van Dorp (NED), John Whitehouse (AUT) |

Döntő
| 1992. augusztus 9. 16:45 | Spanyolország (ESP)                 | 8–9 (h. u.) | Olaszország (ITA) | Játékvezetők: Alfred van Dorp (NED), Eugenio Martinez (CUB) |
| 1992. augusztus 9. 16:45 | (0–1, 2–3, 3–2, 2–1, 0–0, 1–1, 0–1) |             |                   | Játékvezetők: Alfred van Dorp (NED), Eugenio Martinez (CUB) |
| 1992. augusztus 9. 16:45 | Estiarte, García 3                  |             | Ferretti 4        | Játékvezetők: Alfred van Dorp (NED), Eugenio Martinez (CUB) |

| Csapat            | Helyezés |
| ----------------- | -------- |
| Olaszország (ITA) |          |